# Inter Mailand
Der Football Club Internazionale Milano, kurz Internazionale oder Inter, im deutschsprachigen Raum bekannt als Inter Mailand, ist ein 1908 gegründetes italienisches Fußballunternehmen aus der lombardischen Hauptstadt Mailand.
Weitere Bezeichnungen sind I Nerazzurri („Die Schwarz-Blauen“), La Beneamata und Il Biscione.
Mit 20 nationalen Meistertiteln, neun nationalen Pokalsiegen, dem dreimaligen Gewinn des Europapokals der Landesmeister bzw. der UEFA Champions League, dem zweimaligen Gewinn des Weltpokals, einmal der FIFA-Klub-Weltmeisterschaft und drei Finalsiegen im UEFA-Pokal bzw. der UEFA Europa League zählt Inter zu den erfolgreichsten Fußballvereinen der Welt. Der Verein ist außerdem einer von acht Klubs, die in einer Saison das große Triple gewonnen haben.
Inter ist der einzige Klub in Italien, der seit Gründung der Serie A durchgehend in der höchsten Spielklasse teilnimmt.
Heimspielstätte ist das auch unter dem ehemaligen Namen San Siro bekannte Giuseppe-Meazza-Stadion. Dieses teilt sich der Klub mit dem Stadtrivalen AC Mailand.

## Geschichte

### Anfänge (1908–1929)

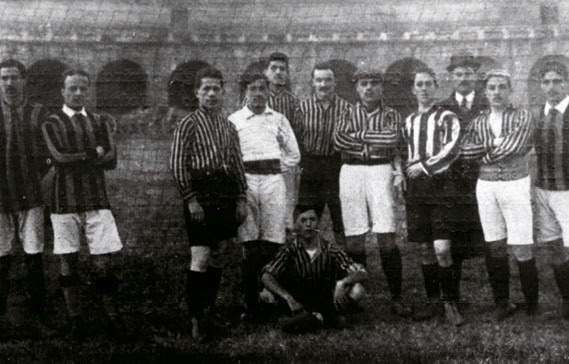
Football Club Internazionale Milano im Gründungsjahr 1908

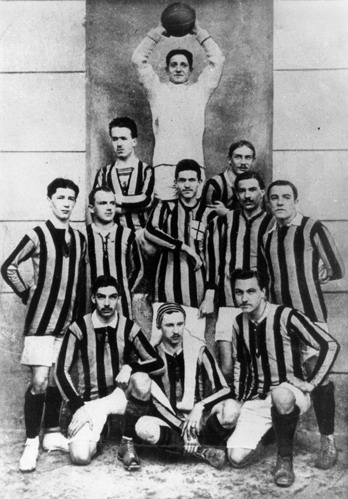
Die Meistermannschaft des FC Internazionale Milano im Jahr 1910.

Der FC Internazionale Milano wurde am 9. März 1908 von mehreren verärgerten kosmopolitischen Mitgliedern des „Milan Cricket and Football Club“ (der heutigen AC Mailand) im Mailänder Ristorante Orologio, nahe der Piazza del Duomo, gegründet. Die hitzige, fast fünfstündige Gründungssitzung, der Italiener und Schweizer beiwohnten, endete mit den Unterschriften auf der Vereinssatzung. Der „Football Club Internazionale Milano“, wie sich der Verein offiziell nannte, wurde vom nationalistischen Milan CFC, in dem nur Italiener spielen durften, abgespalten.
Der Name Internazionale („International“) wurde gewählt, um die Offenheit der Mannschaft für Spieler aller Nationalitäten zu demonstrieren. Zum Präsidenten wurde Giovanni Paramithiotti, ein streng katholischer Venezianer, gewählt, erster Kapitän wurde der Schweizer Hernst Manktl. Die Vereinsfarben waren schon damals Schwarz-Blau. Das erste Wappen (mit den Initialen FCIM) wurde während der Gründungssitzung auf einen Bierdeckel gezeichnet. Ein weiteres Symbol für „Internazionale“ wurde das Wappen der ehemaligen Herrscherfamilie Mailands, der Visconti. Daher rührt auch die Sitte, die Spieler als die „Biscioni“ (Schlangen), zu bezeichnen. Während die AC Mailand in der Frühzeit der Verein der Arbeiter war, wurde Inter zum Verein der Bürger, Künstler und Intellektuellen.
Die Anfänge von Inter waren aufgrund der finanziellen Lage schwierig. So mussten sich die Spieler ihre Schuhe und sogar ihre Trikots selbst kaufen. Trotzdem holte der Verein bereits zwei Jahre nach seiner Gründung den ersten Titel: Unter Kapitän und Trainer Virgilio Fossati wurde im Jahr 1910 die Meisterschaft gewonnen, auch wenn es den Begriff „Scudetto“ damals noch nicht gab und dieser Titel sowie der folgende 1920 nicht mit den späteren Titeln verglichen werden kann (siehe dazu auch Serie A).

### Die Umbenennung in Ambrosiana-Inter (1929–1955)
| Saisondaten 1929–1955                    |       |        |
| Saison                                   | Platz | Punkte |
| 1929/30                                  | 1.    | 50     |
| 1930/31                                  | 5.    | 38     |
| 1931/32                                  | 6.    | 38     |
| 1932/33                                  | 2.    | 46     |
| 1933/34                                  | 2.    | 49     |
| 1934/35                                  | 2.    | 42     |
| 1935/36                                  | 4.    | 36     |
| 1936/37                                  | 7.    | 31     |
| 1937/38                                  | 1.    | 41     |
| 1938/39                                  | 3.    | 37     |
| 1939/40                                  | 1.    | 44     |
| 1940/41                                  | 2.    | 35     |
| 1941/42                                  | 12.   | 26     |
| 1942/43                                  | 4.    | 34     |
| 1946/47                                  | 10.   | 36     |
| 1947/48                                  | 12.   | 37     |
| 1948/49                                  | 2.    | 55     |
| 1949/50                                  | 3.    | 49     |
| 1950/51                                  | 2.    | 59     |
| 1951/52                                  | 3.    | 49     |
| 1952/53                                  | 1.    | 47     |
| 1953/54                                  | 1.    | 51     |
| 1954/55                                  | 8.    | 36     |
| Grün unterlegt: Gewinn der Meisterschaft |       |        |

Inter wurde 1929/30 erster Meister der neu gegründeten gesamtitalienischen Profiliga, der direkten Vorgängerin der Serie A. Im Kader der Meistermannschaft befand sich der legendäre Giuseppe Meazza, der bereits zwei Jahre zuvor zu Inter gekommen war. Mit Meazza, der noch heute als einer der besten italienischen Fußballer aller Zeiten gilt, wurde Inter in der Folge drei Mal Meister und einmal Pokalsieger. In diesen Jahren war Juventus Turin der Hauptrivale von Inter. Bis heute wird jede Partie zwischen den beiden rivalisierenden Vereinen in den Medien als „Derby d’Italia“ tituliert. Zurückzuführen ist das unter anderem auch auf die Tatsache, dass Inter und Juve lange Zeit die einzigen beiden italienischen Klubs waren, die noch nie aus der höchsten Spielklasse abgestiegen waren. Mit dem Zwangsabstieg von Juventus im Jahr 2006 verbleibt allein Inter als Dauermitglied der Serie A.
Während der Zeit des faschistischen Regimes musste Inter, das sich nach der Ansicht Mussolinis zu offen gab, 1928 gezwungenermaßen mit der US Milanese zum „SS Ambrosiana Inter“ (ab 1930 „AS Ambrosiana“) fusionieren. Die Meisterschaften 1938 und 1940 wurden trotz des Krieges gewonnen, da in Italien bis 1943 Fußball gespielt wurde.

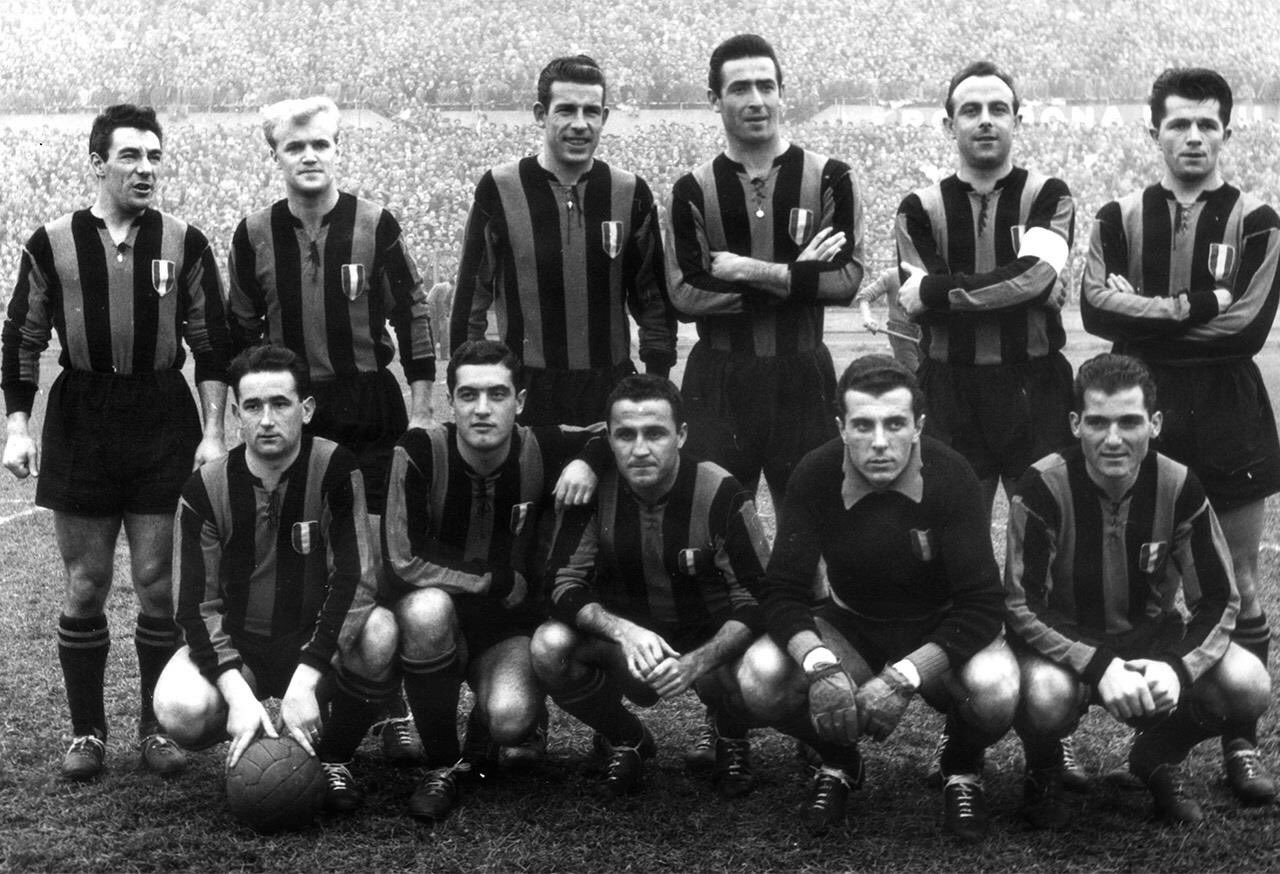
Meistermannschaft der Saison 1953/54

Nach dem Zweiten Weltkrieg wurde der Verein wieder in „Internazionale“ umbenannt und erhielt seine Vormachtstellung in Italien zurück. Unter Trainer Alfredo Foni wurde Inter 1953 und 1954 Meister. Spieler dieser Mannschaft waren der schwedischen Nationalspieler Lennart Skoglund, der Ungar István Nyers und der italienische Nationalspieler Benito Lorenzi.
Das Titelduell zwischen Juventus und Inter im Jahr 1961 wurde zum Skandal der Serie A: Damals drängten zu viele Zuschauer in das Turiner Stadion. Nach einem Pfostenschuss von Inter kam es zu Unruhen, was den Schiedsrichter zwang, das Spiel abzubrechen. Wie üblich wertete man das Spiel 2:0 für Inter, die Gästemannschaft, womit die Mailänder die Tabellenführung übernahmen. Der Verband ordnete jedoch einen Tag vor Saisonende ein Wiederholungsspiel an. Beachtenswert ist, dass damals Umberto Agnelli sowohl Präsident des italienischen Fußballverbands als auch von Juventus war. Inter, das aufgrund der Vorgänge völlig aus der Fassung gebracht worden war, verlor sein letztes Ligaspiel, während die Turiner unentschieden spielten – Juventus war Meister. Aus Wut ordnete Inters Präsident Angelo Moratti an, dass Inter im nun bedeutungslosen Wiederholungsspiel eine Jugendmannschaft auflaufen ließ, um der Welt zu zeigen, welche Intrigen es im italienischen Fußball gab. Juventus siegte 9:1. Den Ehrentreffer für die Mailänder erzielte der junge Stürmer Sandro Mazzola, der zum ersten Mal für die Profimannschaft auflief und zu einem der besten Spieler Italiens reifen sollte.

### „Grande Inter“ (1955–1972)
| Saisondaten 1955–1972                    |       |        |
| Saison                                   | Platz | Punkte |
| 1955/56                                  | 3.    | 39     |
| 1956/57                                  | 5.    | 35     |
| 1957/58                                  | 9.    | 32     |
| 1958/59                                  | 3.    | 46     |
| 1959/60                                  | 4.    | 40     |
| 1960/61                                  | 3.    | 44     |
| 1961/62                                  | 2.    | 48     |
| 1962/63                                  | 1.    | 49     |
| 1963/64                                  | 2.    | 54     |
| 1964/65                                  | 1.    | 54     |
| 1965/66                                  | 1.    | 50     |
| 1966/67                                  | 2.    | 48     |
| 1967/68                                  | 5.    | 33     |
| 1968/69                                  | 4.    | 36     |
| 1969/70                                  | 2.    | 41     |
| 1970/71                                  | 1.    | 46     |
| 1971/72                                  | 5.    | 36     |
| Grün unterlegt: Gewinn der Meisterschaft |       |        |

Nachdem der Ölmagnat Angelo Moratti Inter-Präsident wurde, gelangten die Nerazzurri in den 60er Jahren zu großem Ruhm. Die Ära Angelo Moratti gilt bis heute als erfolgreichste Zeit des Vereins, in der Inter weltweit bekannt wurde. Maßgeblich war allerdings auch Helenio Herrera, damaliger Trainer, am Erfolg beteiligt. Der in Marokko aufgewachsene Argentinier war neben seinem Spielsystem (siehe Catenaccio) vor allem auch wegen seiner ungewöhnlichen Spielvorbereitung berühmt. In der Umkleidekabine mussten zum Beispiel die Spieler Kirchenlieder singen oder sich den Ball in schneller Folge zuwerfen, um Vertrauen und Mannschaftsgeist zu entwickeln.

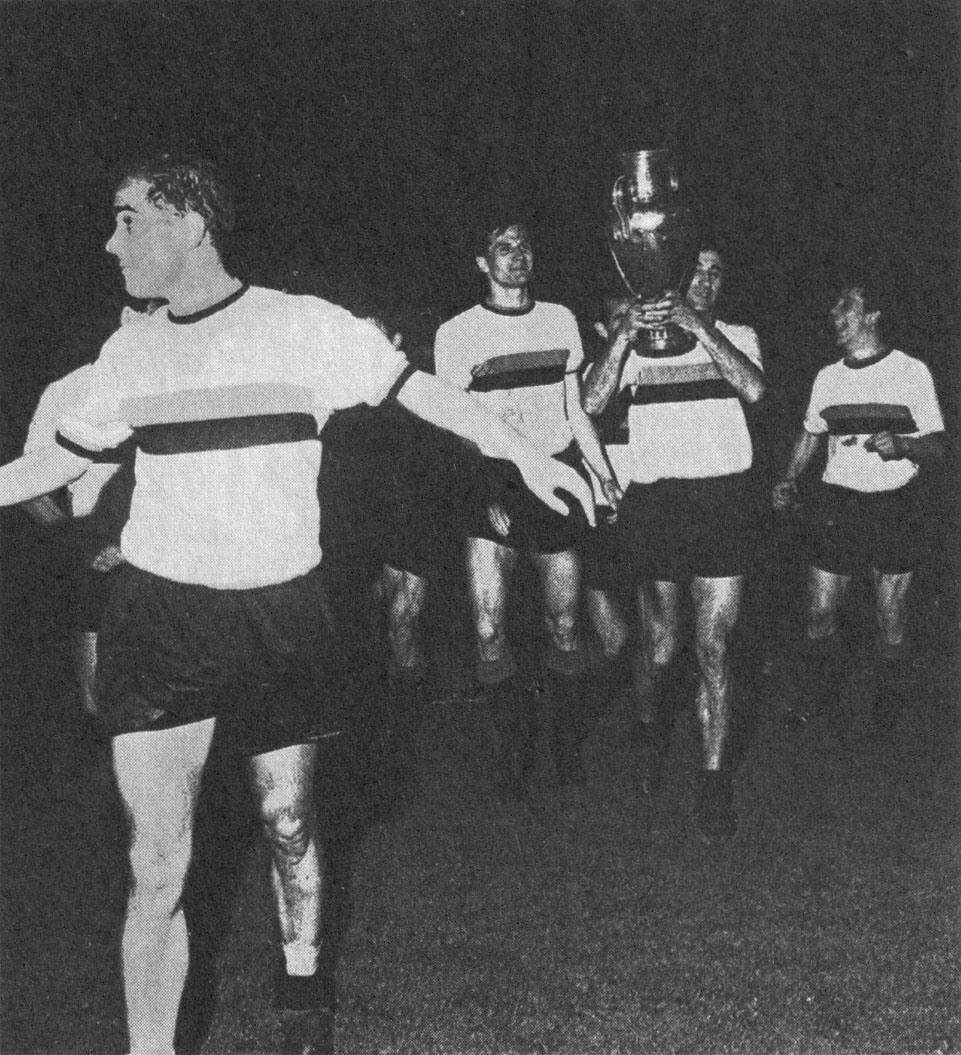
Internazionale nach dem Gewinn des Europapokal der Landesmeister 1964/65

Herreras Spitzname lautete „Il Mago“', der Zauberer. Er baute eine disziplinierte und kämpferische Truppe auf, war ein Meister der Übertreibung und befasste sich früher als andere mit Sportpsychologie. Er begründete damit die Rolle des modernen Trainerberufs. Unter der Führung des „Sklaventreibers“ erlebten die Nerazzurri ihre Blütezeit. „Grande Inter“ schaffte Mitte der 60er Jahre in vier Jahren dreimal den Einzug in ein Europapokalfinale, wovon zwei gewonnen wurden. Ab der Saison 1961/62 beendete Inter in den folgenden sechs Jahren die Meisterschaft nie schlechter als auf Platz 2. Harte Manndeckung u. a. durch Tarcisio Burgnich und Aristide Guarneri, Armando Picchi als hinter den Manndeckern agierender „Ausputzer“ ohne direkten Gegenspieler und ein sehr kompaktes Mittelfeld sicherten das eigene Tor ab, in der Offensive gab es Vorstöße des Außenverteidigers Giacinto Facchetti, Konter durch Luis Suárez und Jair da Costa und obendrein einen Stürmer wie Sandro Mazzola. Diese kompakte defensive Ausrichtung war ein dauerhaftes Erfolgskonzept. Inter spielte selten „schön“ und erzielte nicht viele Tore, eröffnete den Gegnern aber auch kaum Chancen zu Treffern. „Grande Inter“ gewann in der Saison 1962/63 den „Scudetto“ und ein Jahr später mit einem 3:1-Endspielsieg über Real Madrid in Wien den ersten Europapokal der Landesmeister. Im selben Jahr beendete Inter die Meisterschaft als Vizemeister. Dem vorangegangen war das bisher einzige Entscheidungsspiel um den Titel in der Serie A gegen den FC Bologna.
Seinen bis dahin größten Erfolg feierte der Verein in der Saison 1964/65, als Inter als erste italienische Mannschaft das Triple aus Meisterschaft, Europapokal und Weltpokal gewann. Im Europapokal-Endspiel im San Siro wurde Benfica Lissabon mit 1:0 bezwungen. Im Anschluss verteidigte Inter gegen Independiente aus Argentinien den Weltpokal, den es bereits im Vorjahr gewonnen hatte. Auch 1967 kam Inter ins Landesmeister-Finale, verlor da aber nach frühzeitiger eigener Führung gegen die klar überlegenen Schotten von Celtic Glasgow mit 1:2. Ironischerweise endete ausgerechnet mit dem 10. Meistertitel, dem ersten Meisterstern und als erster Träger nach Juventus, die glorreiche Zeit der „Grande Inter“. 1968 übergab Angelo Moratti sein Präsidentenamt an Ivanoe Fraizzoli. In der Folgezeit wurden noch mehrere Titel gewonnen, doch an die erfolgreiche Zeit der 1960er Jahre konnte der Verein, insbesondere auf europäischem Niveau, nicht mehr anknüpfen. Erst 2010 sollte wieder ein Erfolg in der europäischen Königsklasse gelingen.
Zu einem Eklat kam es im Oktober 1971, als in 2. Runde des Europapokals der Landesmeister im Spiel Borussia Mönchengladbach gegen Inter ein Fan beim Stand von 2:1 Inter-Spieler Roberto Boninsegna angeblich mit einer Coca-Cola-Dose bewarf und dieser sich auswechseln ließ. Inter versperrte die Kabine, so dass kein offizieller Arzt Boninsegna untersuchen konnte, und das Spiel, welches 7:1 für die Borussia ausging und als Büchsenwurfspiel in die Geschichte einging, wurde anschließend annulliert. Nach einem 0:0 im Wiederholungsspiel zog Inter in die nächste Runde ein. In derselben Spielzeit erreichten die Nerazzurri zum vierten Mal das Landesmeister-Finale, dort verloren sie allerdings gegen Ajax Amsterdam mit 0:2.

### Inter nach der Ära Angelo Moratti (1972–2005)
| Saisondaten 1972–2005                    |       |        |
| Saison                                   | Platz | Punkte |
| 1972/73                                  | 5.    | 37     |
| 1973/74                                  | 4.    | 35     |
| 1974/75                                  | 9.    | 30     |
| 1975/76                                  | 4.    | 37     |
| 1976/77                                  | 4.    | 33     |
| 1977/78                                  | 5.    | 36     |
| 1978/79                                  | 4.    | 36     |
| 1979/80                                  | 1.    | 41     |
| 1980/81                                  | 4.    | 36     |
| 1981/82                                  | 4.    | 35     |
| 1982/83                                  | 3.    | 38     |
| 1983/84                                  | 4.    | 35     |
| 1984/85                                  | 3.    | 38     |
| 1985/86                                  | 6.    | 32     |
| 1986/87                                  | 3.    | 38     |
| 1987/88                                  | 5.    | 32     |
| 1988/89                                  | 1.    | 58     |
| 1989/90                                  | 3.    | 44     |
| 1990/91                                  | 3.    | 46     |
| 1991/92                                  | 8.    | 37     |
| 1992/93                                  | 2.    | 46     |
| 1993/94                                  | 13.   | 31     |
| 1994/95                                  | 6.    | 52     |
| 1995/96                                  | 7.    | 54     |
| 1996/97                                  | 3.    | 59     |
| 1997/98                                  | 2.    | 69     |
| 1998/99                                  | 8.    | 46     |
| 1999/00                                  | 4.    | 58     |
| 2000/01                                  | 5.    | 51     |
| 2001/02                                  | 3.    | 69     |
| 2002/03                                  | 2.    | 65     |
| 2003/04                                  | 4.    | 59     |
| 2004/05                                  | 3.    | 72     |
| Grün unterlegt: Gewinn der Meisterschaft |       |        |

Am 21. August 1979 verstarb Giuseppe Meazza, das Mailänder San-Siro-Stadion wurde daraufhin nach ihm benannt. In der Saison 1979/80 holte Inter die Meisterschaft, während dem Stadtrivalen AC Milan wegen eines Wettskandals 30 Punkte abgezogen wurden.
In den frühen 1980er Jahren spielten unter anderem Alessandro Altobelli, der in 466 Spielen für Inter 209 Tore erzielte, Gabriele Oriali, Graziano Bini, Ivano Bordon und Giuseppe Baresi eine wichtige Rolle in der Mannschaft. Sowohl 1977/78 als auch 1981/82 gewann Inter die Coppa Italia.
1989 wurde unter dem Trainer Giovanni Trapattoni erneut die Meisterschaft gewonnen. Teil dieser „Inter dei Record“ genannten Mannschaft waren der Torwart Walter Zenga, der Verteidiger Giuseppe Bergomi, der Mittelfeldspieler Nicola Berti, der Stürmer Aldo Serena sowie die Deutschen Andreas Brehme und Lothar Matthäus. Von Anfang an bestand wenig Zweifel, dass Inter Meister werden würde: Die Mannschaft holte 58 von 68 möglichen Punkten. Im selben Jahr gewann man außerdem durch einen 2:0-Erfolg über Sampdoria Genua zum ersten Mal den italienischen Supercup.
Zur Saison 1989/90 wechselte Jürgen Klinsmann zu Inter. In dieser Zeit, nach der Fußball-Weltmeisterschaft 1990, spielten die drei deutschen Fußballer Matthäus, Brehme und Klinsmann eine große Rolle bei Inter. So gewann die Mannschaft – 26 Jahre nach dem letzten internationalen Titel des Vereins – im Mai 1991 gegen die AS Rom den UEFA-Pokal 1990/91. Drei Jahre später wurden ebenfalls beide Endspiele im UEFA-Pokal gegen den SV Austria Salzburg nach Toren von Berti und Wim Jonk jeweils mit 1:0 gewonnen.
1995 wurde Massimo Moratti, Sohn von Angelo Moratti, Vereinspräsident. Obwohl die Familie Moratti kräftig in Spieler wie Ronaldo und Christian Vieri investierte, überzeugte Inter in der Liga lange Zeit nicht vollends. Gründe dafür waren wohl häufige Trainerwechsel, eine zum Teil falsche Transferpolitik oder auch die Dauerverletzung(en) des Weltstars Ronaldo. Außerdem war die Titelentscheidung in den letzten Runden der Saison 1997/98 zugunsten von Juventus aufgrund einiger Schiedsrichterfehlentscheidungen sehr umstritten. Zunächst folgte unter Moratti junior lediglich ein Erfolg im UEFA-Pokal 1998 gegen Lazio Rom (ein Jahr zuvor musste man sich im Finale dem FC Schalke 04 geschlagen geben).
1999 beendete „Zio“ Giuseppe Bergomi, welcher in seiner gesamten Laufbahn für Inter spielte und lange Zeit den Vereinsrekord für die meisten Einsätze hielt, seine Karriere. Die Kapitänsbinde übernahm Javier Zanetti. Auch Gianluca Pagliuca, der 1994 Zenga im Tor von Inter nachfolgte, verließ in diesem Jahr den Verein, da er durch Angelo Peruzzi, der nur eine Saison bei den Nerazzurri blieb, ersetzt werden sollte. Ronaldo zog sich am 12. April 2000, direkt beim Comeback im italienischen Pokalfinale, erneut eine schwere Verletzung zu. Während viele Ronaldos Karriere schon am Ende sahen, hielt Inter weiter am „Phänomen“ fest. Spätestens bei der Fußball-Weltmeisterschaft 2002 bewies Ronaldo, dass mit ihm noch immer zu rechnen ist und wurde Weltmeister und Torschützenkönig, wechselte jedoch daraufhin zu Real Madrid.
Inter verlor 2002 den schon fast sicher geglaubten Titel erneut am letzten Spieltag, durch ein bitteres 2:4 gegen Lazio Rom. In der darauffolgenden Saison 2002/03 wurde Inter im Halbfinale der Champions League von der AC Mailand mit zwei Unentschieden aus dem Wettbewerb geworfen.
In der Saison 2004/05 traf Inter im Viertelfinale erneut auf die AC Mailand. Wegen Fanausschreitungen im Rückspiel, die zu einem Spielabbruch führten (siehe Fan-Gruppierungen), erhielt Inter eine Geldstrafe von 300.000 SFR und musste die folgenden vier Spiele in der Champions League unter Ausschluss der Öffentlichkeit austragen, zwei weitere auf Bewährung, falls es bis 2008 erneut Krawalle gäbe.
Im Juni 2005 nahm der Klub eine Herausforderung durch die mexikanische Rebellenorganisation EZLN zu einem Fußballspiel gegen eine Auswahl der Rebellen an. Inter hatte in der Region Chiapas bereits medizinische Projekte der Rebellen finanziell unterstützt.

### Serienmeister und europäisches Triple (2006–2010)
| Saisondaten 2005–2010                    |       |        |
| Saison                                   | Platz | Punkte |
| 2005/06                                  | 1.    | 76     |
| 2006/07                                  | 1.    | 97     |
| 2007/08                                  | 1.    | 85     |
| 2008/09                                  | 1.    | 84     |
| 2009/10                                  | 1.    | 82     |
| Grün unterlegt: Gewinn der Meisterschaft |       |        |

Am 26. Juli 2006 wurde Inter im Zuge des Fußball-Skandals in Italien zum Meister der Saison 2005/06 erklärt, weil den beiden vor ihm platzierten Vereinen Juventus Turin und AC Mailand Punktabzüge auferlegt wurden. Durch den Zwangsabstieg von Juventus ist Inter seit der Spielzeit 2006/07 zudem der einzige Verein, der in jeder Saison der Serie A vertreten war. Mit den Verpflichtungen von Patrick Vieira und Zlatan Ibrahimović gelang es Inter außerdem, den zwangsversetzten Turinern zwei Schlüsselspieler abzuwerben. Vor allem der Transfer des Schweden Ibrahimović war ein Glücksgriff für die Mailänder, sollte der Stürmer doch zum prägenden Spieler bei Inter in den nächsten drei Jahren werden.
Mit 17 aufeinanderfolgenden Siegen stellte Inter in der Spielzeit 2006/07 einen europaweiten Rekord auf. Sie gewannen ab dem 25. September 2006, mit einem 4:1-Sieg über die AS Livorno, jedes Spiel und mussten erst wieder am 28. Februar 2007 den ersten Punktverlust mit einem Unentschieden bei Udinese Calcio hinnehmen. Am 22. April 2007 sicherte sich Inter fünf Spieltage vor Saisonende erneut die Meisterschaft in der Serie A. In den Jahren 2005 und 2006 gewann Inter außerdem die Coppa Italia zweimal hintereinander.
Mit dem Ende der Saison 2007/08 wurde der bisherige Trainer Roberto Mancini trotz des Gewinns der dritten italienischen Meisterschaft in Folge entlassen. Am 2. Juni 2008 vermeldete der Verein die Verpflichtung von José Mourinho als Trainer für die kommende Saison. Der Portugiese wurde am 3. Juni auf einer Pressekonferenz offiziell vorgestellt.

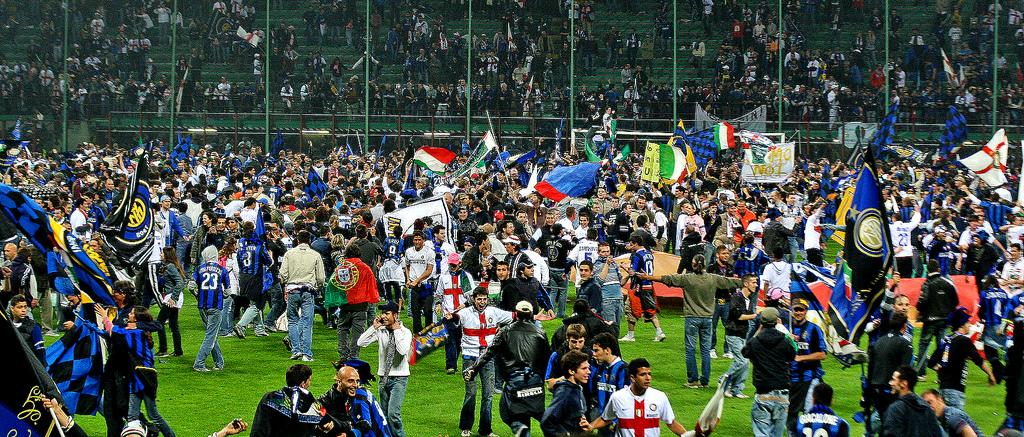
Inter-Tifosi feiern den Scudetto am 16. Mai 2008

Bereits in der Saison 2008/09 gelang es dem neuen Cheftrainer José Mourinho, mit Inter den ersten Titelgewinn zu realisieren, die italienische Meisterschaft wurde gewonnen. In der Coppa Italia schied man dagegen im Halbfinale mit 1:3 im Gesamtscore gegen Sampdoria Genua aus, während man in den vier Jahren zuvor immer mindestens das Finale erreicht hatte.
Trotz nationaler Dominanz konnte Inter auf europäischer Ebene weiterhin keine großen Erfolge aufweisen. In der Champions-League-Saison 2005/06 schied man in den Viertelfinals aufgrund der Auswärtstorregel mit 2:2 im Gesamtscore gegen den FC Villarreal aus. 2006/07 folgte das Aus in den Achtelfinals – wieder aufgrund der Auswärtstorregel mit 2:2 im Gesamtscore gegen den FC Valencia. In der Saison 2007/08 musste man in den Achtelfinals zwei Niederlagen gegen den FC Liverpool hinnehmen (0:2, 0:1), und 2008/09 folgte gegen Manchester United nach einem torlosen Unentschieden zu Hause und einer 2:0-Niederlage im Old Trafford erneut nach den Achtelfinals das Aus.

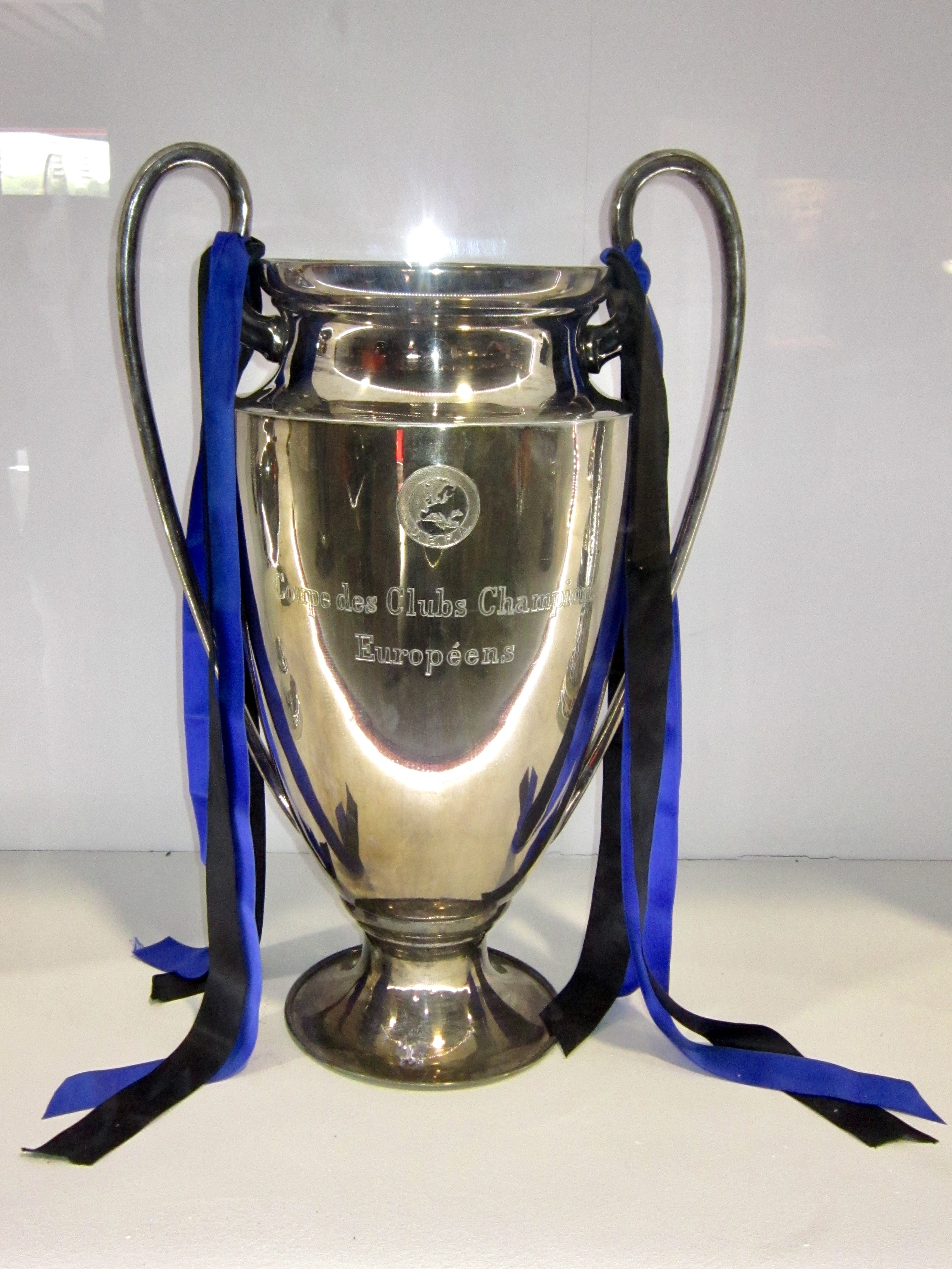
Die Trophäe der UEFA Champions League 2010 im San Siro Museum

Zur Spielzeit 2009/10 folgte ein Umbruch im Mannschaftsgefüge, und viele Wechsel wurden vollzogen. Der Portugiese Luís Figo beendete im Sommer 2009 seine Karriere, der Vertrag mit dem Angreifer Adriano war zuvor bereits aufgelöst worden, Zlatan Ibrahimović zog es zum FC Barcelona, und die Mailänder erhielten im Gegenzug den Kameruner Samuel Eto’o. Weitere Verpflichtungen wurden mit den Zugängen von Wesley Sneijder, Diego Milito, Thiago Motta und Lúcio getätigt. Die Saison begann in der Meisterschaft aber ähnlich erfolgreich wie im Vorjahr, Inter setzte sich mit der AS Rom und der AC Mailand in einer Dreiergruppe von den anderen Teams ab. Am 38. und letzten Spieltag wurde der 18. Meistertitel der Vereinsgeschichte sichergestellt und somit der Stadtrivale AC Mailand überflügelt, der bis dato 17 Erfolge aufwies. Im italienischen Pokalwettbewerb gewann der Verein im Finale gegen die AS Rom. Ferner erreichte man nach Siegen über den FC Chelsea, ZSKA Moskau und den FC Barcelona das Endspiel der Champions League, in dem die Mannschaft den FC Bayern München mit 2:0 besiegte. Damit gewann Inter als erster italienischer Verein das „Triple“.

### Wechselhafte Jahre nach dem Triple (2010–2017)
| Saisondaten 2010–2017                    |       |        |
| Saison                                   | Platz | Punkte |
| 2010/11                                  | 2.    | 76     |
| 2011/12                                  | 6.    | 58     |
| 2012/13                                  | 9.    | 54     |
| 2013/14                                  | 5.    | 60     |
| 2014/15                                  | 8.    | 55     |
| 2015/16                                  | 4.    | 67     |
| 2016/17                                  | 7.    | 62     |
| Grün unterlegt: Gewinn der Meisterschaft |       |        |

Nach dem Champions-League-Sieg verkündete José Mourinho seinen Wechsel zu Real Madrid. Der Portugiese wurde durch den spanischen Trainer Rafael Benítez ersetzt, der mit einem 3:1-Sieg im italienischen Supercup gegen die AS Rom gleich zu Beginn der Saison 2010/11 einen Titel gewann. Im UEFA Super Cup mussten er und seine Mannschaft sich Europa-League-Sieger Atlético Madrid 0:2 geschlagen geben. Als Champions-League-Sieger war Inter außerdem an der FIFA-Klub-Weltmeisterschaft teilnahmeberechtigt. Am 18. Dezember 2010 wurde diese mit einem 3:0-Erfolg im Finale über TP Mazembe zum ersten Mal gewonnen. Fünf Tage später wurde das Arbeitsverhältnis mit Benítez vorzeitig aufgelöst. Einen Tag später wurde mit der Verpflichtung von Leonardo sein Nachfolger bekannt gegeben.
Nach der historischen „Triple“-Saison verlief die Spielzeit 2010/11 für Inter relativ enttäuschend. In der Meisterschaft wurde man nach fünf Titeln in Serie mit sechs Punkten Rückstand auf Lokalrivale Milan Zweiter, wobei beide Derbys gegen die Rossoneri verloren gingen. In der Champions League drang Inter als Titelverteidiger bis ins Viertelfinale vor, u. a. indem man das Achtelfinale gegen Bayern München nach zwei umkämpften Spielen knapp für sich entschied. In der Runde der letzten Acht folgten zwei Niederlagen gegen Schalke 04. Am 29. Mai 2011, im letzten Spiel der Saison, verteidigte Inter den italienischen Pokal: Die US Palermo wurde im Finale in Rom mit 3:1 besiegt. Überragender Spieler bei Inter war in dieser Spielzeit Samuel Eto’o, der in 53 Pflichtspielen 37 Treffer erzielte. Lediglich Antonio Angelillo war in der Saison 1958/59 öfter für die Nerazzurri erfolgreich (38 Tore).
Im Juni 2011 wurde Trainer Leonardo durch Gian Piero Gasperini, den ehemaligen Chefcoach des CFC Genua, ersetzt. Nach einer 1:3-Niederlage gegen Aufsteiger Novara Calcio und fünf sieglosen Spielen in Folge entließ Inter Gasperini am 21. September 2011 und verpflichtete Claudio Ranieri. Ranieri gelangen zum Einstand Auswärtssiege in der Meisterschaft (3:1 gegen Bologna) und der Champions League (3:2 gegen ZSKA Moskau). Nach weiteren Siegen folgte jedoch eine Serie von enttäuschenden Ergebnissen, und nach einer Niederlage gegen Juventus Turin gab Inter die Trennung von Claudio Ranieri bekannt. Neuer Inter-Trainer wurde Andrea Stramaccioni, der zuvor in der Jugendabteilung des Klubs gearbeitet hatte. Die Saison wurde auf dem für Inter enttäuschenden sechsten Platz abgeschlossen.
Am 1. August 2012 wurde bekannt, dass eine Gruppe chinesischer Investoren nach dem italienischen Konzern Saras, der sich im Besitz der Moratti-Familie befindet, zweitgrößter Anteilseigner an Inter wird. Gleichzeitig wurde bekannt, dass der Verein gemeinsam mit einer Tochter der China Railway Construction plant, bis 2017 ein neues Stadion zu bauen. Zu Beginn der Saison 2012/13 wurde das Mannschaftsgefüge stark verändert: Ehemalige Leistungsträger wie Maicon oder Júlio César verließen den Verein. Neuzugänge wie Rodrigo Palacio oder Samir Handanovič überzeugten, andere hingegen enttäuschten. Hinzu kam, dass Inter in dieser Saison mit vielen Verletzungssorgen zu kämpfen hatte. In der Europa League schied man im Achtelfinale gegen Tottenham Hotspur aus, die Liga wurde auf dem neunten Tabellenplatz beendet. Somit verpasste Inter für die kommende Spielzeit zum ersten Mal seit 14 Jahren das internationale Geschäft. Kurz nach Saisonende wurde deshalb Trainer Andrea Stramaccioni durch Walter Mazzarri ersetzt.
Am 15. Oktober 2013 wurde bekannt, dass die Investmentgruppe International Sports Capital, welche sich im Besitz der indonesischen Geschäftsmänner Erick Thohir, Rosan Roeslani und Handy Soetedjo befindet, 70 % der Anteile des Vereins übernimmt. Thohir übernahm das Amt des Vereinspräsidenten, während Massimo Moratti zum Ehrenpräsident der Nerazzurri ernannt wurde. Nach der Saison, die Inter auf dem fünften Tabellenplatz abschloss, wurden die auslaufenden Verträge der langjährigen Spieler Esteban Cambiasso, Walter Samuel, Diego Milito und Javier Zanetti nicht mehr verlängert bzw. jener von Cristian Chivu einvernehmlich aufgelöst, um die Mannschaft zu verjüngen und die Gehaltskosten zu senken.
Inter Mailand schied im Achtelfinale der Europa League 2014/15 gegen den VfL Wolfsburg aus. Im italienischen Pokal schied man im Viertelfinale in Neapel mit 0:1 aus. In der Liga erreichte man den achten Platz und spielte somit nicht europäisch. Im Juni 2016 kaufte der chinesische Großkonzern Suning Holdings Group, der Haushaltgeräte sowohl online als auch offline vertreibt, den Traditionsverein.

### Rückkehr in die „Königsklasse“ und 20. Meisterschaft (seit 2017)
| Saisondaten seit 2017                    |       |        |
| Saison                                   | Platz | Punkte |
| 2017/18                                  | 4.    | 72     |
| 2018/19                                  | 4.    | 69     |
| 2019/20                                  | 2.    | 82     |
| 2020/21                                  | 1.    | 91     |
| 2021/22                                  | 2.    | 84     |
| 2022/23                                  | 3.    | 72     |
| 2023/24                                  | 1.    | 94     |
| Grün unterlegt: Gewinn der Meisterschaft |       |        |

Am letzten Spieltag der Spielzeit 2017/18 qualifizierte sich Inter Mailand durch einen Sieg gegen Lazio Rom wieder für die Champions League. Aufgrund des gewonnenen direkten Vergleichs zog Inter dabei trotz der schlechteren Tordifferenz noch an Lazio vorbei auf Rang vier. Somit spielten die Nerazzurri erstmals seit der Saison 2011/12 wieder in der Champions League. Auf dem Transfermarkt wurden einige Spieler eingekauft, so kam der Belgier Radja Nainggolan von der AS Rom, der Argentinier Lautaro Martínez vom Racing Club aus Argentinien oder auch Linksverteidiger Federico Dimarco vom FC Sion aus der Schweiz. In der Serie A belegte die Mannschaft am Ende der Saison den vierten Platz, was die Teilnahme an der folgenden Ausgabe der Champions League sicherte. In Gruppe B der Champions League wurde Inter Mailand zwar punktgleich mit Tottenham Hotspur Zweiter, schied jedoch aufgrund des verlorenen direkten Vergleichs als Drittplatzierter aus dem Wettbewerb aus. In der folgenden K.O.-Phase der Europa League unterlagen die Nerazzurri im Achtelfinale Eintracht Frankfurt.
Zur neuen Saison wurde die Verpflichtung von Antonio Conte bekanntgegeben, der für Luciano Spalletti übernahm. Zusätzlich wurde mit dem Belgier Romelu Lukaku, der vom englischen Rekordmeister Manchester United kam, die klubinterne Rekordablöse von 74 Mio. Euro gezahlt. Auch kamen weitere Spieler, welche eine wichtige Rolle spielen sollten. Sportlich wurde man in der Liga hinter Juventus Turin Vizemeister – die beste Platzierung seit der letzten Meisterschaft 2009/10. International schied man erneut in der Gruppenphase als Drittplatzierter in der stark besetzten Gruppe F hinter dem FC Barcelona und Borussia Dortmund aus, spielte allerdings noch weiter in der Europa League. Im Sechzehntelfinale kam man gegen den Bulgarischen Vertreter Ludogorez Rasgrad weiter, das Hinspiel der Achtelfinalpartie gegen den FC Getafe wurde durch die COVID-19-Pandemie abgesagt. Die Partie wurde in einem Spiel entschieden, welches in der Veltins-Arena in Gelsenkirchen stattfand. Die verbleibenden Spiele wurden in einem Finalturnier in Deutschland ausgetragen, im Viertelfinale gewann man knapp gegen Bayer 04 Leverkusen und im Halbfinale wurde Schachtar Donezk deutlich bezwungen. Im Endspiel in Köln verlor man knapp mit 3:2 gegen den Rekordsieger des Wettbewerbs, den FC Sevilla. International war es die beste Leistung seit dem Gewinn der Champions League 2010.
Zur Saison 2020/21 wurden unter anderen Achraf Hakimi von Real Madrid und der zuvor ausgeliehene Nicolò Barella von Cagliari Calcio verpflichtet. Ablösefrei kamen Alexis Sánchez von Manchester United und Arturo Vidal vom FC Barcelona. Verkauft wurde unter anderem der bisherige Starstürmer Mauro Icardi (an Paris Saint-Germain). In der Serie A dominierte die Mannschaft gewann die Meisterschaft. International schied man das dritte Jahr in Folge in der Gruppenphase aus der Champions League aus. Am Ende der Saison verkündete der Trainer Conte, den Verein verlassen zu wollen. Seine Nachfolge trat Simone Inzaghi an, der vom Ligakonkurrenten Lazio Rom kam. Im Zuge dieses Umbruchs wurde der Stürmerstar Romelu Lukaku für die Rekordablöse von 115 Mio. Euro an den FC Chelsea verkauft und Achraf Hakimi verließ nach nur einem Jahr den Verein zu Paris Saint-Germain. Neuverpflichtungen wurden preiswert, per Leihe oder ablösefrei getätigt. So kamen Hakan Çalhanoğlu und Edin Džeko jeweils ablösefrei von der AC Mailand bzw. von der AS Rom. Zusätzlich wurde Joaquín Correa von Lazio Rom ausgeliehen. Für den Niederländer Denzel Dumfries von der PSV Eindhoven wurde eine Ablösesumme von 13,7 Mio. Euro gezahlt. In Inzaghis erster Saison scheiterte die Verteidigung der Meisterschaft und Inter Mailand beendete die Saison als Zweiter hinter Stadtrivale Milan. Titel wurden dafür durch Siege im italienischen Supercup im Januar 2022 und im italienischen Pokal im Mai 2022 gewonnen. In der Champions League verbesserte Inter sich im Vergleich zu den vorherigen drei Spielzeiten und die Mannschaft erreichte zum ersten Mal seit 2012 wieder das Achtelfinale, in welchem man am FC Liverpool scheiterte.
In der Saison 2022/23 schaffte Inter es auf Rang drei, womit man sich das sechste Mal in Folge für die Königsklasse qualifizierte. In der Champions League gelang eine Leistungssteigerung. Nach Siegen über die portugiesischem Vereine FC Porto und Benfica Lissabon im Achtel- und Viertelfinale sowie Stadtrivale AC Mailand im Halbfinale zog Inter Mailand erstmals seit dem Triumph 2010 wieder ins Champions-League-Finale ein. Im insgesamt sechsten Champions-League- bzw. Europapokal-der-Landesmeister-Finale der Vereinsgeschichte trafen die Nerazzurri auf Manchester City. Das Spiel im Atatürk-Olympiastadion in Istanbul ging knapp mit 0:1 verloren. Titellos blieb die Spielzeit trotz der Finalniederlage nicht, da die Mannschaft nach 2022 erneut im Januar den italienischen Supercup und im Mai den italienischen Pokal gewonnen hatte.
In der Saison 2023/24 gewann Inter am 33. Spieltag durch einen 2:1-Sieg im Derby gegen Milan vorzeitig den 20. Meistertitel der Vereinsgeschichte. Den ersten Supercup mit vier Mannschaften entschied Inter mit einem 3:0 gegen Lazio Rom und einem 1:0 gegen die SSC Neapel ebenso für sich. In der Coppa Italia scheiterte man im Achtelfinale nach Verlängerung mit 1:2 am FC Bologna. Die Gruppenphase in der Champions League beendeten die Nerazzurri hinter dem punktgleichen Real Sociedad aufgrund der schlechteren Tordifferenz auf Platz zwei. Im Achtelfinale begegnete man mit Atlético Madrid einem weiteren Vertreter aus Spanien. Nach einem 1:0-Heimsieg im Hinspiel verlor Inter das Rückspiel mit 2:1. Die Entscheidung fiel daher erst im Elfmeterschießen, das die Madrilenen für sich entschieden.

## Spiel- und Trainingsstätten

### Historische Spielstätten

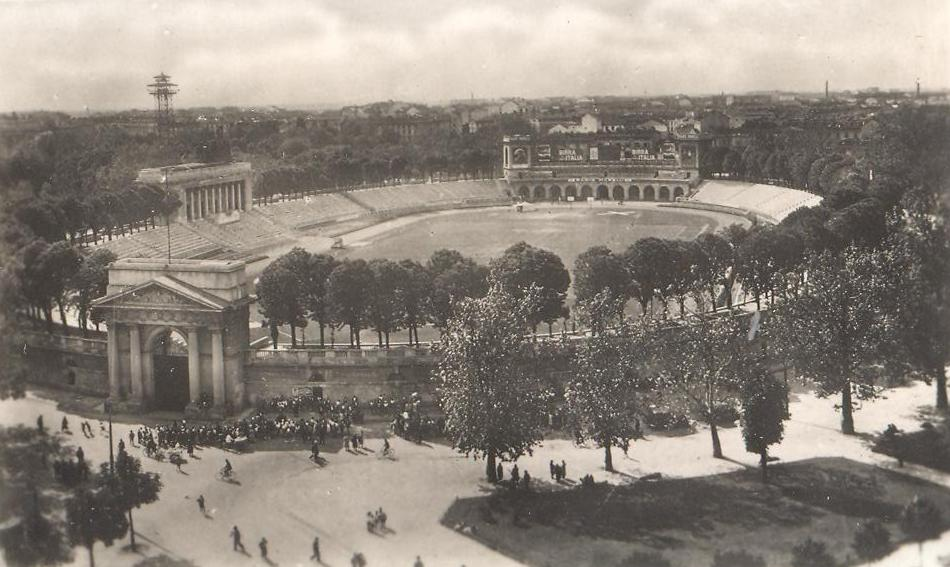
Arena Civica (1940).

Erste Spielstätte war von 1908 bis 1913 der Campo Sportivo in der Via Ripa Ticinese, von 1913 bis 1930 der Campo Goldoni und von 1930 bis 1947 die Arena Civica.

### Stadion

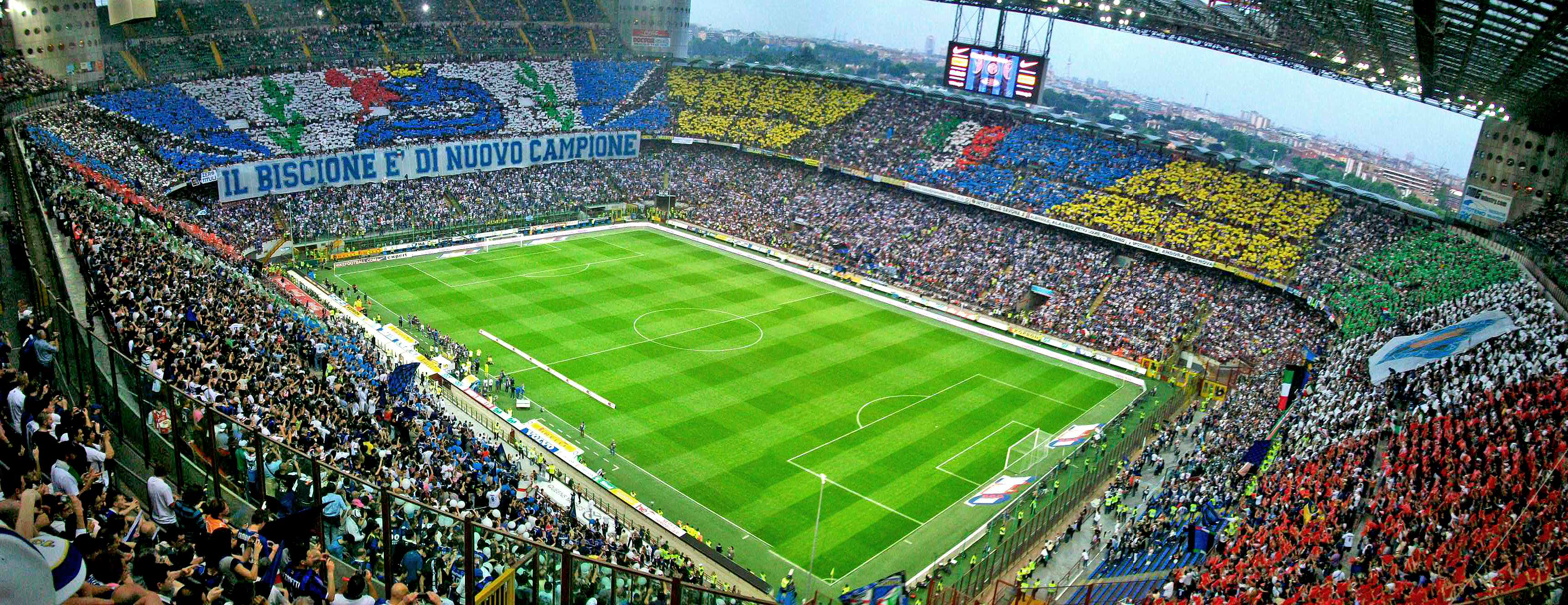
Heimspiel im Giuseppe-Meazza-Stadion (2009).

1925 entschied sich der Vereinspräsident der AC Mailand, Piero Pirelli, für ein neues Stadion und ließ das San Siro innerhalb von 13 Monaten errichten. Das Stadion diente seither als Austragungsstätte zahlreicher Sportgroßveranstaltungen wie etwa den Fußball-Weltmeisterschaften 1934 und 1990, der Fußball-Europameisterschaft 1980, sowie bis dato elf Europapokal-Endspielen. Ursprünglich war es Eigentum der AC Mailand, seit 1947 teilen sich die beiden Mailänder Vereine das Stadion. Die Einweihung fand am 19. September 1926 mit einem Freundschaftsspiel zwischen Milan und Inter statt.
Der offizielle Stadionname wurde nach einem Umbau im März 1980 zu Ehren des Fußballspielers Giuseppe Meazza vergeben, der für beide Mailänder Vereine spielte.
Das Giuseppe-Meazza-Stadion ist ein vom europäischen Fußballverband UEFA in die Kategorie 4 (Elitestadion) eingeordnetes Stadion und zählt zu den größten Europas. Seit Baubeginn wurde das Stadion mehrmals modernisiert und bietet aktuell rund 76.000 Zuschauern Platz. Es beherbergt außerdem Fanshops, Restaurants und ein Museum, in dem sich Besucher über die Geschichte der beiden Mailänder Vereine informieren können.

## Eigentümer
Die Football Club Internazionale Milano S.p.A. war bis 2016 eine Tochtergesellschaft der International Sports Capital HK Ltd. von Erick Thohir (70 %), weitere Anteile hielten die Internazionale Holding S.r.l. des früheren Inter-Präsidenten Massimo Moratti (29,5 %) und Pirelli (0,5 %). Am 6. Juni 2016 gab die chinesische Suning Holdings Group eine Vereinbarung zur Übernahme von 68,55 % der Anteile für rund 270 Millionen Euro bekannt; Erick Thohir reduzierte seinen Anteil auf rund 31 % und wurde einziger Minderheitsaktionär, Moratti verkaufte seine Anteile.
Im Juni 2016 kaufte die Suning Holdings Group den Verein, wofür sie sich Geld von der US-amerikanischen Investmentgesellschaft Oaktree Capital lieh und dafür als Sicherheit die Anteile an Inter Mailand hinterlegte. Nachdem Suning Holdings das geliehene Geld (386 Millionen Euro) nicht zurückzahlen konnte, übernahm am 22. Mai 2024 Oaktree Capital offiziell den Verein und besitzt nun 99,6 % der Anteile.

## Sonstiges

### Fans und Anhänger

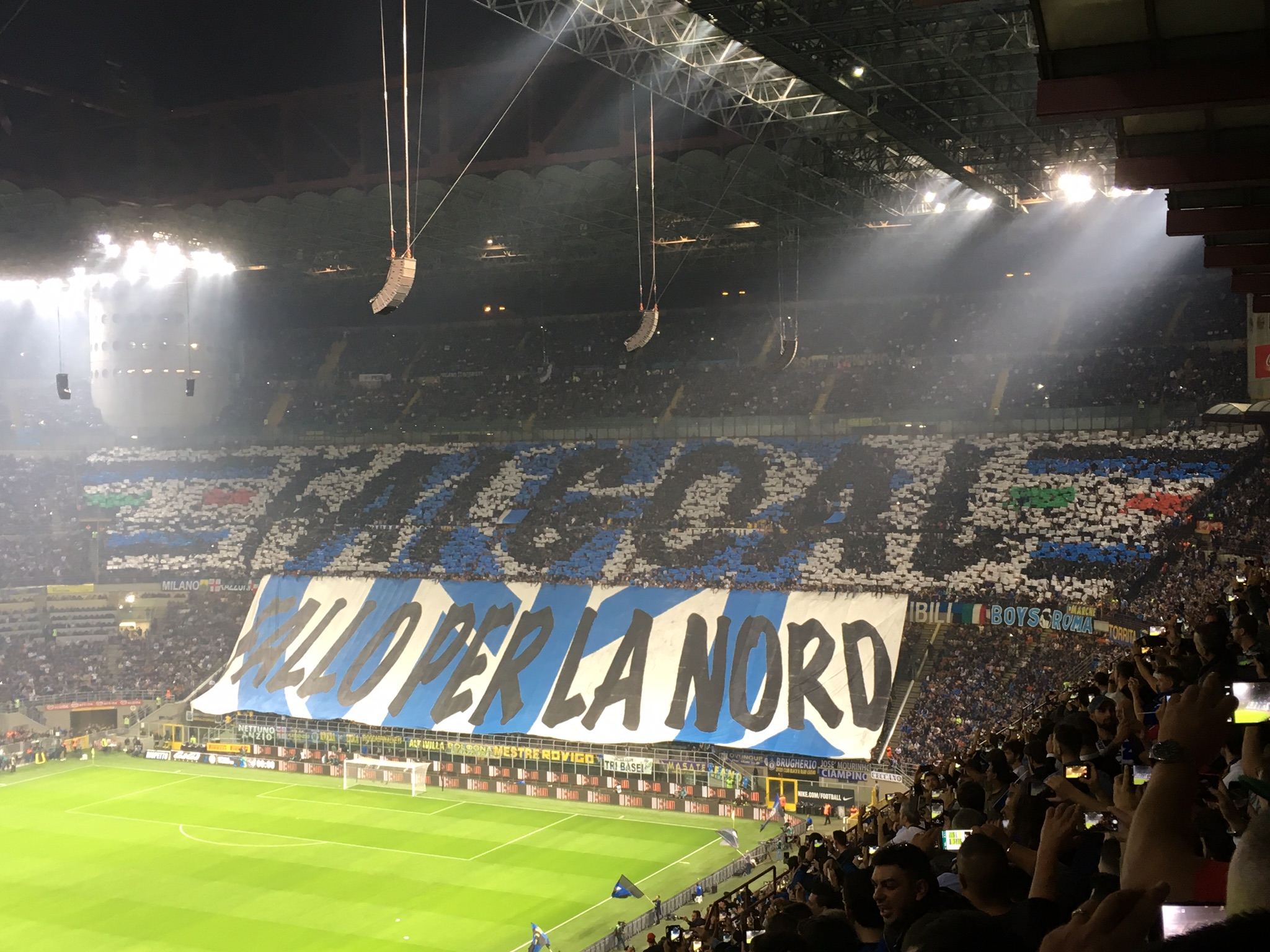
Ultras in der Curva Nord (2017)

Während die Fan-Gruppierungen der AC Mailand traditionell in der Südkurve des Giuseppe-Meazza-Stadions zu finden sind, halten sich die Fan-Gruppierungen von Inter in der Nordkurve des Stadions, der „Curva Nord“, auf. Insgesamt handelt es sich bei der „Curva Nord“ um eine „rechte“ Kurve, auch wenn die Politik bei den Anhängern von Inter nicht eine derart große Rolle spielt wie bei jenen von Lazio Rom oder Hellas Verona.
Die wahrscheinlich bekannteste Ultra-Gruppe von Inter sind die Boys S.A.N. („Squadra d’Azione Nerazurre“, it. „Schwarzblaue Aktionseinheiten“). Die Boys wurden 1969 gegründet und sind damit eine der ältesten Ultra-Gruppierungen Italiens. Außerdem waren die Boys die erste Gruppe, die sich ausdrücklich zur rechten Gesinnung bekannte, während ein Großteil der anderen ersten Gruppen mit der außerparlamentarischen Linken zu tun hatte oder mit dieser sympathisierte.
Ebenfalls bekannt ist die Gruppe Irriducibili, welche 1988 gegründet wurde und nicht mit der inzwischen aufgelösten Irriducibili von Lazio Rom zu verwechseln ist, auch wenn beide Gruppierungen klar dem rechten Lager zugeordnet werden können. Die Irriducibili Inter war jene Gruppe, die im Rückspiel des Champions-League-Viertelfinales der Saison 2004/05 gegen die AC Mailand für einen Spielabbruch sorgte, indem sie Leuchtkörper auf das Spielfeld warf und dabei Milan-Torwart Dida verletzten.
Weitere bekannte Gruppen sind die Ultras (1975 gegründet), die Gruppierung Viking (1984) und die Brianza Alcoolica (1985). Bei der Vereinigung „Curva Nord Milano“ handelt es sich um einen Zusammenschluss der Ultra-Gruppen von Inter Mailand, um gegenüber Verein oder Medien geschlossen aufzutreten, auch wenn die einzelnen Gruppen als solche weiterbestehen.
Die Ultras der Nerazzurri organisieren regelmäßig farbenfrohe und ausgefallene Choreografien, waren aber in der Vergangenheit auch immer wieder in brutale Auseinandersetzungen mit Ultras anderer Vereine oder Sicherheitskräften verwickelt, die zum Teil schwerwiegende Folgen hatten. Am 9. Oktober 1988 wurde zum Beispiel der 32-jährige Ascoli-Calcio-Fan Reno Filippini während des Spiels Ascoli gegen Inter von Mitgliedern der Boys S.A.N. dermaßen schwer verletzt, dass er eine Woche später seinen Verletzungen erlag.

#### Vereinshymnen
Die offizielle Vereinshymne der Nerazzurri ist C’è solo l’Inter (Es gibt nur Inter). Das vom italienischen Musiker Elio komponierte und produzierte Lied erschien im Oktober des Jahres 2002 und wurde Giuseppe Prisco, dem langjährigen Vize-Präsidenten der Nerazzurri, gewidmet, der im Dezember 2001 verstarb. Das von Graziano Romani gesungene Lied schaffte es im Dezember seines Erscheinungsjahres in die Top 20 der italienischen Charts.
Im Jahr 2003 nahmen die Spieler von Inter außerdem das Lied Pazza Inter (Verrücktes Inter) auf. Das Lied ist Teil der CD Inter Compilation, die im September 2003 erschienen ist.
C’è solo l’Inter wird bei Heimspielen der Nerazzurri gespielt und gesungen. Bei Pazza Inter ist dies jedoch nicht mehr der Fall, da sich Inter nicht mit der Plattenfirma, über die Nutzungsrechte einigen konnte.

### Rivalitäten

#### AC Mailand

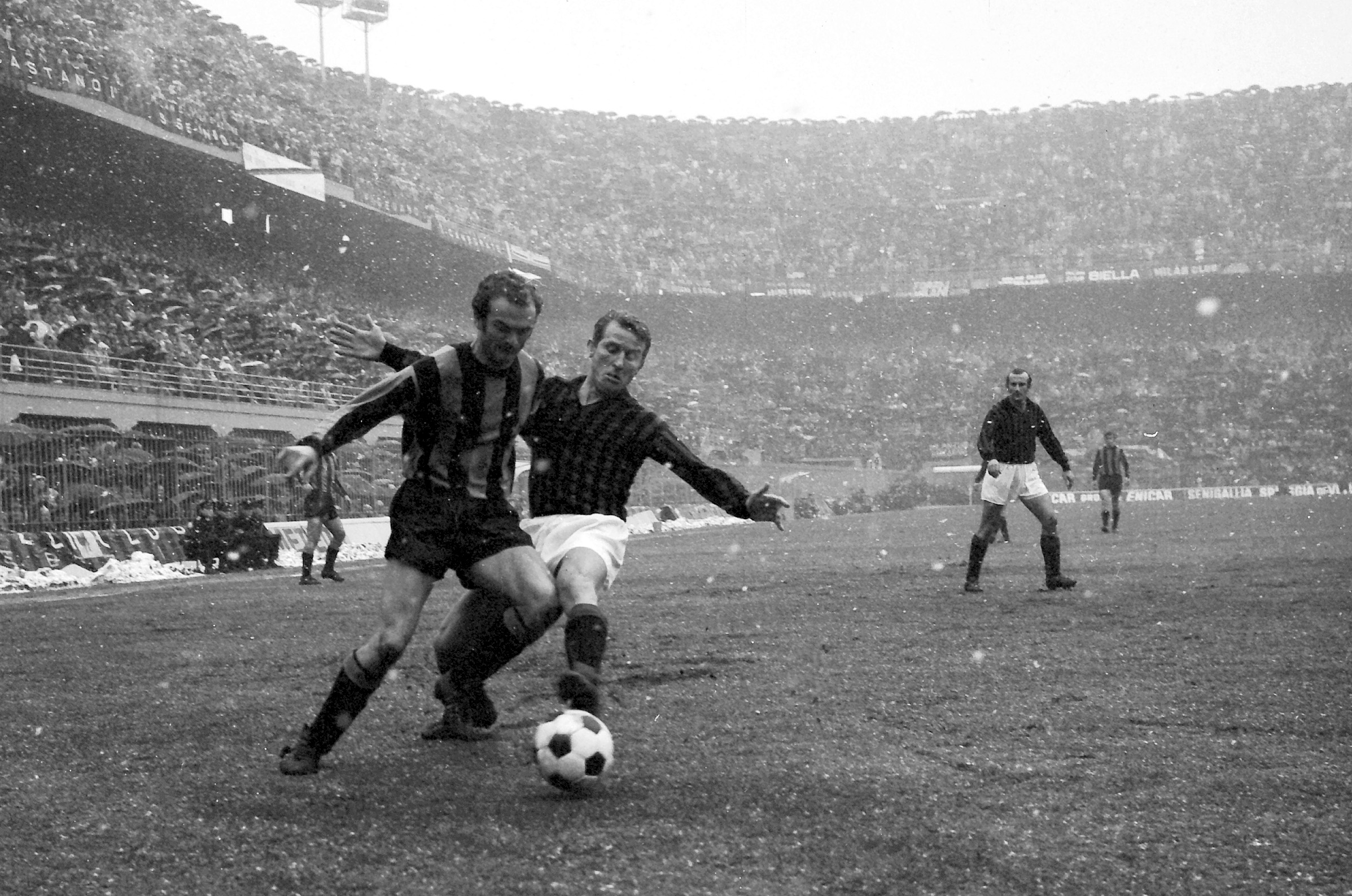
Spielszene aus dem Derby della Madonnina von 1970

Zunächst ist eines der bekanntesten Fußballderbys der Welt zu nennen, das Mailänder Stadtderby. Das Derby della Madonnina, welches nach der Madonnenstatue auf der zentralen Turmspitze des Mailänder Doms benannt wurde und im Gegensatz zu vielen anderen Derbys nicht von geographischen, kulturellen oder politischen Gegensätzen geprägt ist, sondern seine besondere Brisanz dadurch erhält, dass Inter aus der älteren AC Mailand hervorging, beide Vereine sich das Stadion teilen und die Klubs national und international ähnlich erfolgreich sind. Mailand ist zusammen mit Manchester die einzige Stadt, welche zwei Champions-League-Sieger beheimatet.
Seit den Anfängen des italienischen Erstliga-Betriebes sind beide Vereine zusammen mit Juventus Turin regelmäßige Konkurrenten um die italienische Meisterschaft.

#### Juventus Turin

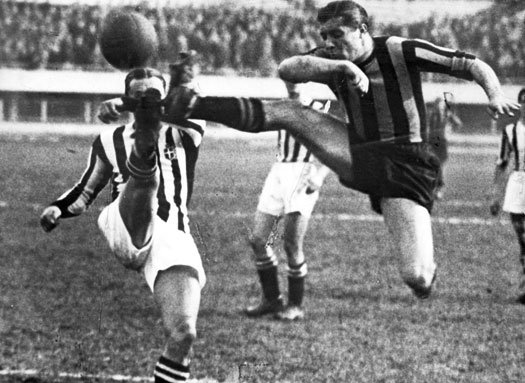
Spielszene aus dem Derby d’Italia um 1933.

Ebenfalls sehr bekannt ist das Derby d’Italia zwischen Inter Mailand und Juventus Turin. Bereits in den 1930ern waren beide Vereine regelmäßige Konkurrenten um nationale Titel, allerdings tauchte die Bezeichnung Derby d’Italia erst in den 1960ern auf, als Inter der erfolgreichste italienische Klub auf internationaler Ebene und Juventus der erfolgreichste Verein in Italien war und beide norditalienische Mannschaften um die sportliche Vorherrschaft konkurrierten. Bis zum Zwangsabstieg von Juventus im Jahr 2006 waren beide Teams außerdem die einzigen, welche nie aus der Serie A abgestiegen waren.

#### AS Rom
Nach dem Zwangsabstieg von Juventus Turin und einer sportlichen Schwächephase der AC Mailand entwickelte sich die AS Rom zu einem der großen Konkurrenten von Inter. Zwischen den Saisons 2004/05 und 2009/10 gewannen beide Mannschaften 14 von 18 nationalen Titeln, wobei Inter meistens das bessere Ende für sich behielt: Von 2006 bis 2010 gewannen die Mailänder fünf Meisterschaften in Folge, die AS Rom wurde dabei viermal Vizemeister. Beide Vereine trafen von 2005 bis 2010 in fünf von sechs Endspielen der Coppa Italia aufeinander, von denen Inter drei und die AS Rom zwei gewann. Lediglich 2008/09 trafen beide Mannschaften bereits im Viertelfinale des Pokalwettbewerbs aufeinander, wobei die AS Rom die Segel streichen musste, während Inter im Halbfinale ausschied. Im angesprochenen Zeitraum trafen beide Mannschaften außerdem viermal im Spiel um die Supercoppa Italiana aufeinander, wobei Inter drei und die AS Rom einen Erfolg feierten. Zu der Rivalität zwischen den Mailändern und Römern trug außerdem die Tatsache bei, dass es Inter im angesprochenen Zeitraum auch gelang, den Hauptstädtern Leistungsträger wie Cristian Chivu (2007/08) oder Mancini (2008/09) abzuwerben.

#### Sonstige
Die Fans von Inter zählen außerdem die Vereine Atalanta Bergamo, Hellas Verona, SSC Neapel und AC Florenz zu ihren Rivalen. Eine Fan-Freundschaft besteht hingegen zu den Anhängern von Lazio Rom. Die Boys S.A.N. (siehe Fans und Anhänger) geben außerdem an, dass eine Freundschaft zwischen den Ultras der AS Varese 1910 und den Ultras Yomus des FC Valencia besteht.

### Finanzsituation
In der Saison 2016/17 erwirtschaftete Inter Mailand einen Umsatz von 262,1 Millionen Euro und ist damit der zweitumsatzstärkste Fußballverein Italiens. Weltweit belegt der Verein in dieser Kategorie Platz 15. In der Saison 2023/24 belegte man mit 391 Millionen Euro Platz 14 in Europa.
| Saison  | Einnahmen (in Mio. Euro) | Rang |
| ------- | ------------------------ | ---- |
| 2000/01 | 112,8                    | 11   |
| 2001/02 | 124,0                    | 12 ▼ |
| 2002/03 | 162,4                    | 6 ▲  |
| 2003/04 | 166,5                    | 8 ▼  |
| 2004/05 | 177,2                    | 9 ▼  |
| 2005/06 | 206,6                    | 7 ▲  |
| 2006/07 | 176,7                    | 9 ▼  |
| 2007/08 | 172,9                    | 10 ▼ |
| 2008/09 | 196,5                    | 10 ▬ |
| 2009/10 | 224,8                    | 9 ▲  |
| 2010/11 | 211,4                    | 8 ▲  |
| 2011/12 | 200,6                    | 11 ▼ |
| 2012/13 | 164,5                    | 15 ▼ |
| 2013/14 | 162,8                    | 17 ▼ |
| 2014/15 | 164,8                    | 20 ▼ |
| 2015/16 | 179,2                    | 19 ▲ |
| 2016/17 | 262,1                    | 15 ▲ |
| 2017/18 | 280,8                    | 14 ▲ |
| 2018/19 | 364,6                    | 14 ▬ |
| 2019/20 | 291,5                    | 14 ▬ |
| 2020/21 | 330,9                    | 14 ▬ |
| 2021/22 | 308,4                    | 14 ▬ |
| 2022/23 | 378,9                    | 14 ▬ |
| 2023/24 | 391,0                    | 14 ▬ |

### Ausrüster und Sponsoren
Ausrüster ist seit 1998 der Sportartikelhersteller Nike, der Vertrag läuft bis 2031. Aktueller Hauptsponsor von Inter Mailand ist seit 2024 Betsson.
| Zeitraum  | Ausrüster      | Hauptsponsor |
| --------- | -------------- | ------------ |
| 1979–1981 | Puma           |              |
| 1981–1982 | Puma           | Inno-Hit     |
| 1982–1986 | Mecsport       | Misura       |
| 1986–1988 | Le Coq Sportif | Misura       |
| 1988–1991 | Uhlsport       | Misura       |
| 1991–1992 | Umbro          | FitGar       |
| 1992–1995 | Umbro          | Fiorucci     |
| 1995–1998 | Umbro          | Pirelli      |
| 1998–2021 | Nike           | Pirelli      |
| 2021–2022 | Nike           | Socios.com   |
| 2022–2023 | Nike           | DigitalBits  |
| 2023–2024 | Nike           | Paramount+   |
| 2024–0000 | Nike           | Betsson      |

### Vereinsfarben und -wappen
Inter trägt seit seiner Gründung 1908 die Farben Schwarz und Blau, dazu schwarze oder weiße Hosen und schwarze Stutzen. Das Auswärtstrikot wird traditionell in weiß gehalten. Das heutige Vereinswappen ist in den Farben Schwarz, Blau und Weiß gehalten. Es zeigt mittig ein Monogramm mit den Buchstaben I und M.

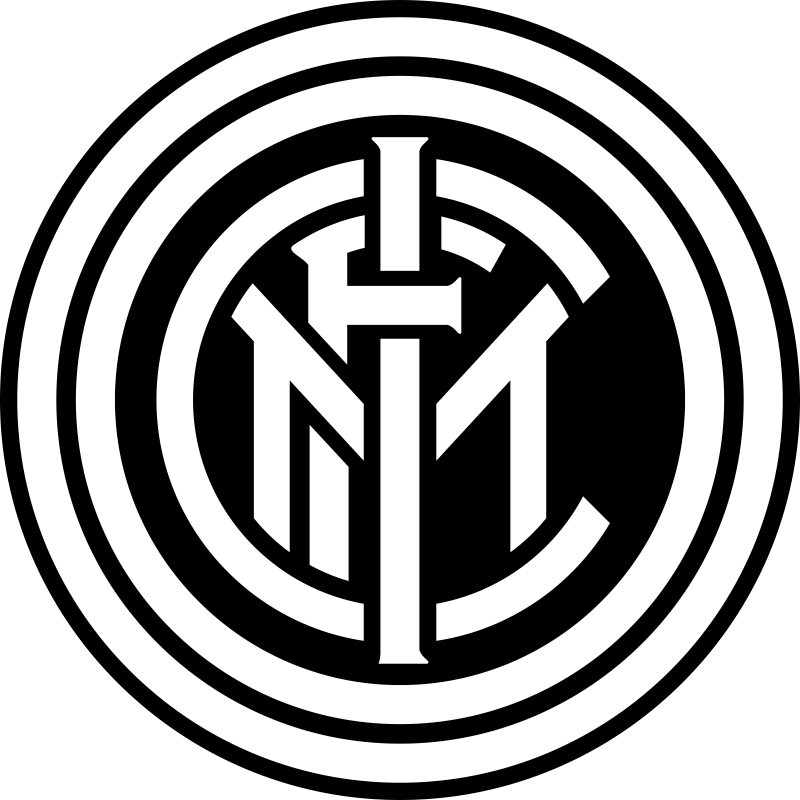
1908 bis 1928
1931 bis 1945
1963 bis 1979
1998 bis 2007
2007 bis 2014
2014 bis 2021
Seit 2021

## Daten und Fakten

### Vereinserfolge
| National                                              | Titel | Saison |
| ----------------------------------------------------- | ----- | --- |
| Italienische Meisterschaft                            | 20    | 1909/10, 1919/20, 1929/30, 1937/38, 1939/40, 1952/53, 1953/54, 1962/63, 1964/65, 1965/66, 1970/71, 1979/80, 1988/89, 2005/06, 2006/07, 2007/08, 2008/09, 2009/10, 2020/21, 2023/24 |
| Italienischer Pokal                                   | 9     | 1938/39, 1977/78, 1981/82, 2004/05, 2005/06, 2009/10, 2010/11, 2021/22, 2022/23 |
| Italienischer Supercup                                | 8     | 1989, 2005, 2006, 2008, 2010, 2021, 2022, 2023 |
| International                                         | Titel | Saison |
| Weltpokal / FIFA-Klub-Weltmeisterschaft               | 3     | 1964, 1965, 2010 |
| Europapokal der Landesmeister / UEFA Champions League | 3     | 1963/64, 1964/65, 2009/10 |
| UEFA-Pokal                                            | 3     | 1990/91, 1993/94, 1997/98 |

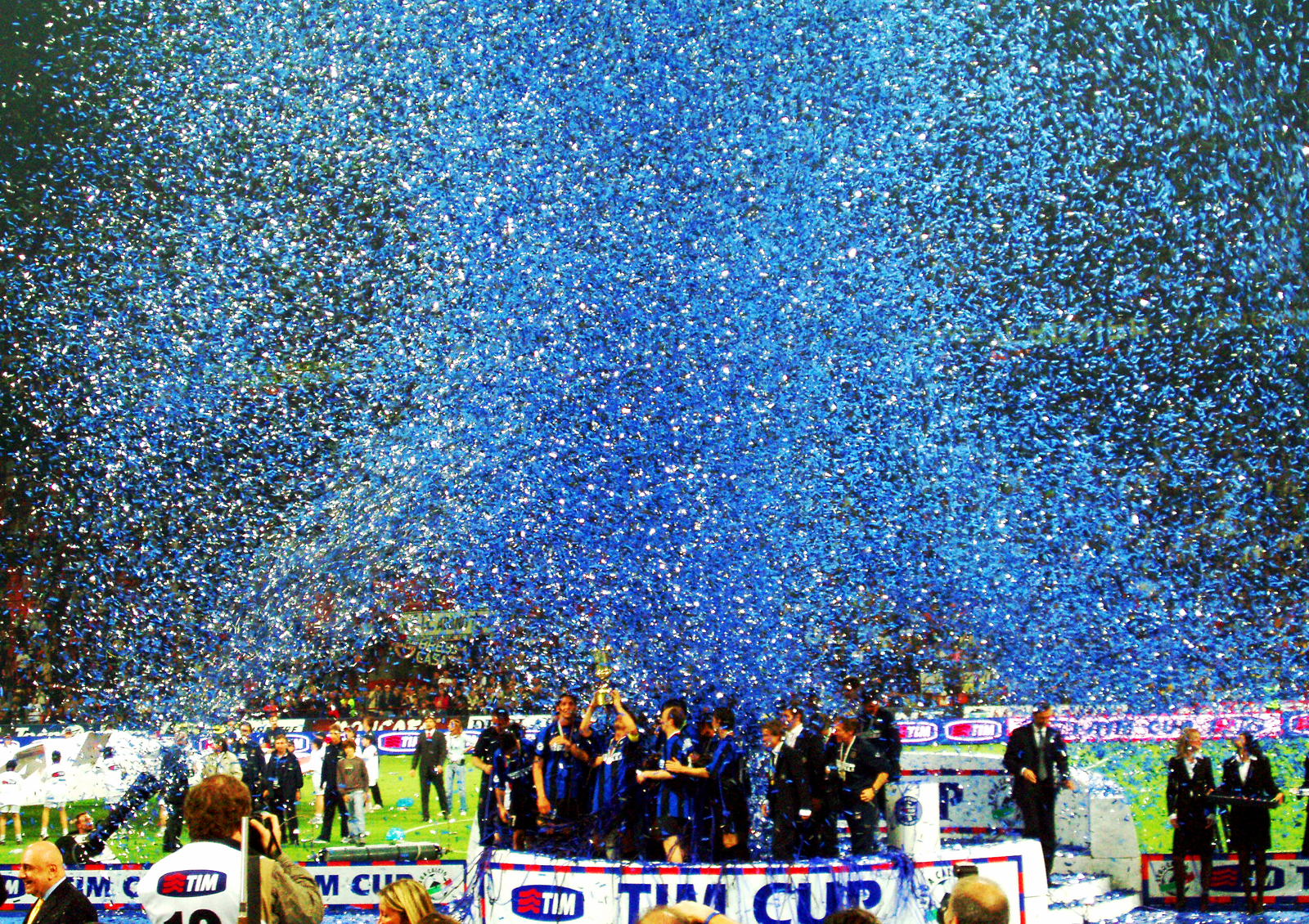
Siegerehrung nach dem Finalspiel der Coppa Italia 2006.

Hinweis: Der Meistertitel von 2005/06 wurde durch die Verwicklung von Juventus Turin (Zwangsabstieg) und der AC Mailand in den italienischen Fußballmanipulationsskandal Inter Mailand zuerkannt.

#### Erfolge der Jugendmannschaften
- Italienische Primavera-Meisterschaft: 1963/64, 1965/66, 1968/69, 1988/89, 2001/02, 2006/07, 2011/12, 2016/17, 2017/18, 2021/22
- Italienischer Primavera-Pokal: 1972/73, 1975/76, 1976/77, 1977/78, 2005/06, 2015/16
- Torneo di Viareggio: 1962, 1971, 1986, 2002, 2008, 2011, 2015
- Campionato Berretti: 1979/80, 1983/84, 1990/91, 2011/12, 2015/16, 2016/17, 2021/22

### Individuelle Erfolge

#### International

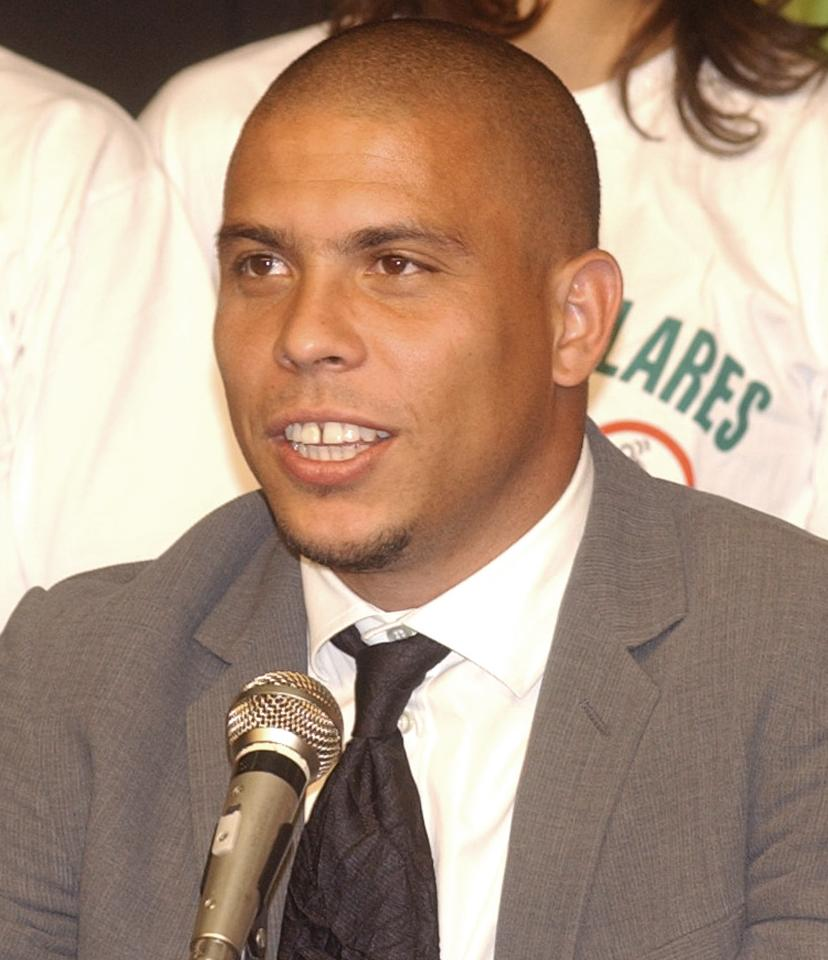
Ronaldo

Ballon d’Or (Europas Fußballer des Jahres) (3)
- Lothar Matthäus (1990)
- Ronaldo (1997, 2002)

FIFA Ballon d’Or/FIFA-Weltfußballer des Jahres (4)
- Lothar Matthäus (1990, 1991)
- Ronaldo (1997, 2002)

FIFA-Welttrainer des Jahres (1)
- José Mourinho (2010)

UEFA Club Football Awards (7)
- Ronaldo 1998 (UEFA-Fußballer des Jahres, Bester Stürmer)
- Júlio César 2010 (Bester Torhüter)
- Maicon 2010 (Bester Verteidiger)
- Wesley Sneijder 2010 (Bester Mittelfeldspieler)
- Diego Milito 2010 (UEFA-Fußballer des Jahres, Bester Stürmer)

Bester Spieler der FIFA-Klub-Weltmeisterschaft (1)
- Samuel Eto’o (2010)

World Soccer (3)
- Lothar Matthäus 1990 (Spieler des Jahres)
- Ronaldo 1997 (Spieler des Jahres)
- José Mourinho 2010 (Trainer des Jahres)

Afrikas Fußballer des Jahres (2)
- Nwankwo Kanu (1996)
- Samuel Eto’o (2010)

#### National
Torschützenkönig (15)
- Anton Powolny: 22 (1926/27)

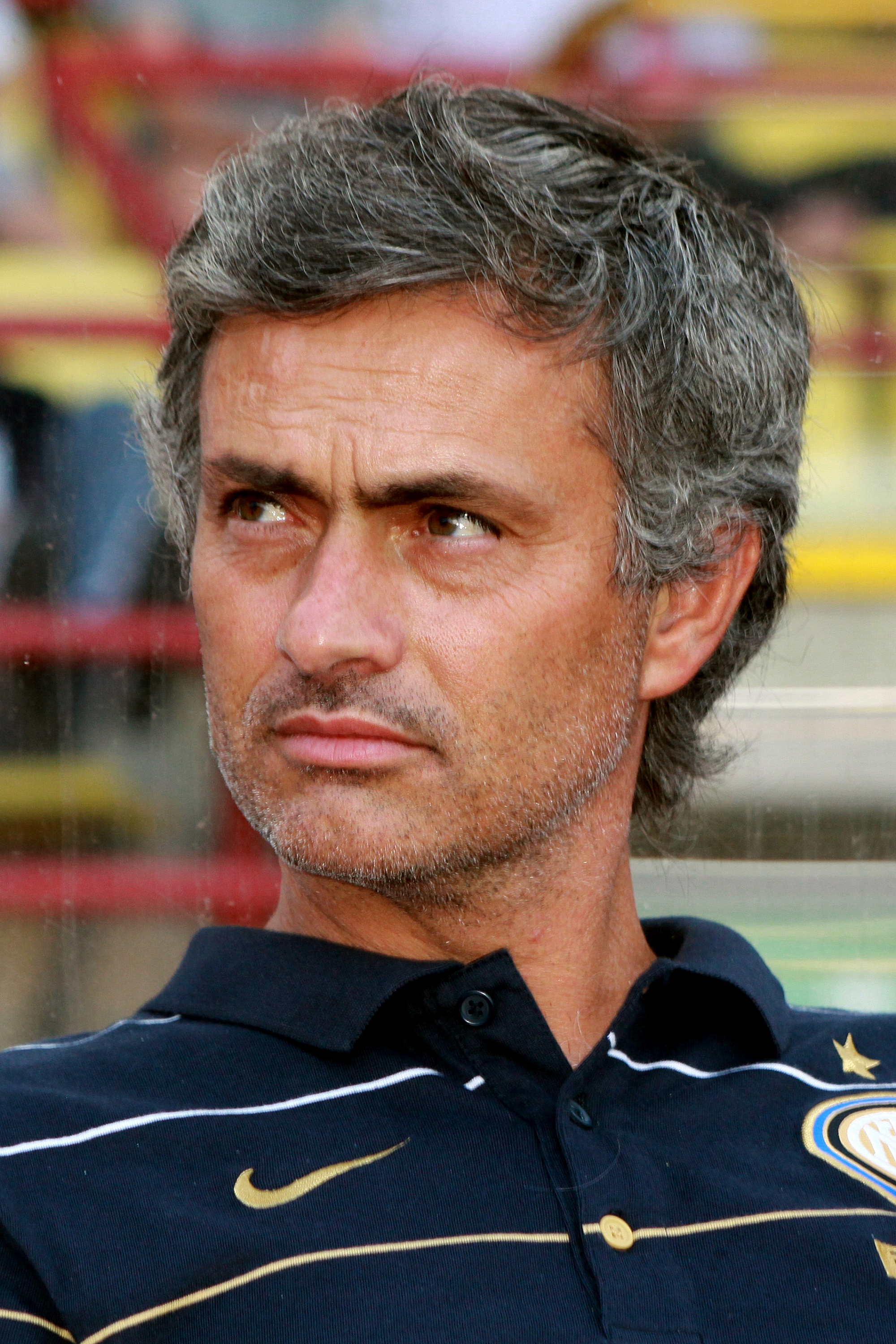
José Mourinho

- Giuseppe Meazza: 31 (1929/30), 25 (1935/36), 20 (1937/38)
- István Nyers: 26 (1948/49)
- Antonio Angelillo: 33 (1958/59)
- Sandro Mazzola: 17 (1964/65)
- Roberto Boninsegna: 24 (1970/71), 22 (1971/72)
- Aldo Serena: 22 (1988/89)
- Christian Vieri: 24 (2002/03)
- Zlatan Ibrahimović: 25 (2008/09)
- Mauro Icardi: 22 (2014/15), 29 (2017/18)
- Lautaro Martínez: 24 (2023/24)

Fußballer des Jahres/Guerin d’Oro (10)
- Walter Zenga (1987)
- Andreas Brehme (1989)
- Gianluca Pagliuca (1997)
- Ronaldo (1998)
- Christian Vieri (1999, 2002)
- Zlatan Ibrahimović (2008, 2009)
- Diego Milito (2010)
- Mauro Icardi (2018)

Trainer des Jahres (2)
- José Mourinho (2009, 2010)

Serie-A-Liga-Awards:
- Spieler der Saison: (2) Romelu Lukaku (2020/21), Lautaro Martínez (2023/24)
- Torhüter der Saison: (1) Samir Handanovič (2018/19)
- Verteidiger der Saison: (2) Stefan de Vrij (2019/20), Alessandro Bastoni (2023/24)
- Mittelfeldspieler der Saison: (4) Nicolò Barella (2020/21), Marcelo Brozović (2021/22), Nicolò Barella (2022/23), Hakan Çalhanoğlu (2023/24)
- Trainer der Saison: (1) Simone Inzaghi (2023/24)
- Spieler des Monats: (5) Romelu Lukaku (Februar 2021), Hakan Çalhanoğlu (Dezember 2021), Marcelo Brozović (April 2022), Lautaro Martínez (Oktober 2023), Alessandro Bastoni (März 2024)
- Tor des Monats: (3) Ivan Perišić (April 2022), Marcus Thuram (September 2023), Federico Dimarco (November 2023)
- Trainer des Monats: (4) Simone Inzaghi (Dezember 2021), (Oktober 2023), (Januar 2024), (April 2024)

### Personal

#### Aktueller Kader der Saison 2025/26
Stand: 26. Mai 2025
| Nr.               | Nat.        | Name                   | Geburtsdatum       | Im Verein seit | Vertrag bis |
| Torhüter          | Torhüter    | Torhüter               | Torhüter           | Torhüter       | Torhüter    |
| ----------------- | ----------- | ---------------------- | ------------------ | -------------- | ----------- |
| 01                | Schweiz     | Yann Sommer            | 17. Dezember 1988  | 2023           | 2026        |
| 12                | Italien     | Raffaele Di Gennaro    | 3. Oktober 1993    | 2023           | 2026        |
| 13                | Spanien     | Josep Martínez         | 27. Mai 1998       | 2024           | 2029        |
| Abwehrspieler     |             |                        |                    |                |             |
| 02                | Niederlande | Denzel Dumfries        | 18. April 1996     | 2021           | 2028        |
| 06                | Niederlande | Stefan de Vrij         | 5. Februar 1992    | 2018           | 2026        |
| 15                | Italien     | Francesco Acerbi       | 10. Februar 1988   | 2022           | 2026        |
| 28                | Frankreich  | Benjamin Pavard        | 28. März 1996      | 2023           | 2028        |
| 30                | Brasilien   | Carlos Augusto         | 7. Januar 1999     | 2023           | 2028        |
| 31                | Deutschland | Yann Aurel Bisseck     | 29. November 2000  | 2023           | 2029        |
| 32                | Italien     | Federico Dimarco       | 10. November 1997  | 2018           | 2027        |
| 36                | Italien     | Matteo Darmian         | 2. Dezember 1989   | 2021           | 2026        |
| 95                | Italien     | Alessandro Bastoni     | 13. April 1999     | 2017           | 2028        |
| Mittelfeldspieler |             |                        |                    |                |             |
| 07                | Polen       | Piotr Zieliński        | 22. Mai 1988       | 2024           | 2028        |
| 08                | Kroatien    | Petar Sučić            | 25. Oktober 2003   | 2025           | 2030        |
| 11                | Brasilien   | Luis Henrique          | 14. Dezember 2001  | 2025           | 2030        |
| 16                | Italien     | Davide Frattesi        | 22. September 1999 | 2023           | 2028        |
| 20                | Turkei      | Hakan Çalhanoğlu       | 8. Februar 1994    | 2021           | 2027        |
| 21                | Albanien    | Kristjan Asllani       | 9. März 2002       | 2021           | 2028        |
| 22                | Armenien    | Henrich Mchitarjan     | 21. Januar 1989    | 2022           | 2026        |
| 23                | Italien     | Nicolò Barella         | 7. Februar 1997    | 2020           | 2029        |
| Stürmer           |             |                        |                    |                |             |
| 09                | Frankreich  | Marcus Thuram          | 6. August 1997     | 2023           | 2028        |
| 10                | Argentinien | Lautaro Martínez       | 22. August 1997    | 2018           | 2029        |
| 45                | Argentinien | Valentín Carboni       | 5. März 2005       | 2022           | 2029        |
| 94                | Italien     | Francesco Pio Esposito | 28. Juni 2005      | 2023           | 2030        |
| 99                | Iran        | Mehdi Taremi           | 18. Juli 1992      | 2024           | 2027        |
|                   | Frankreich  | Ange-Yoan Bonny        | 25. Oktober 2003   | 2025           | 2030        |

#### Kaderveränderungen 2025/26
| Zugänge          | Zugänge             |
| Spieler          | abgebender Verein   |
| Sommerpause 2025 | Sommerpause 2025    |
| ---------------- | ------------------- |
| Petar Sučić      | Dinamo Zagreb       |
| Luis Henrique    | Olympique Marseille |
| Ange-Yoan Bonny  | Parma Calcio 1913   |

| Abgänge          | Abgänge                |
| Spieler          | aufnehmender Verein    |
| Sommerpause 2025 | Sommerpause 2025       |
| ---------------- | ---------------------- |
| Marko Arnautović | FK Roter Stern Belgrad |
| Joaquín Correa   | Botafogo FR            |
| Nicola Zalewski  | Atalanta Bergamo *     |

### Spielerrekorde
Stand: Saisonende 2023/24; Fettgedruckte Spieler sind noch aktiv. Angegeben sind alle Pflichtspiele und -tore.

#### Rekordspieler

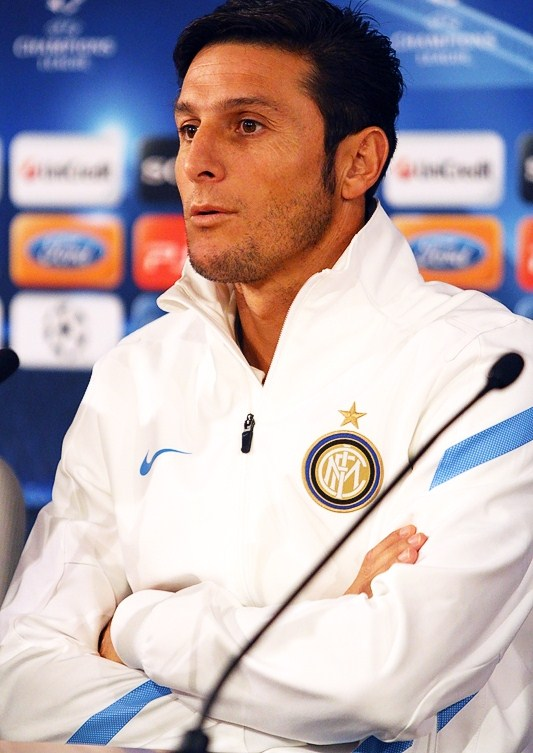
Javier Zanetti

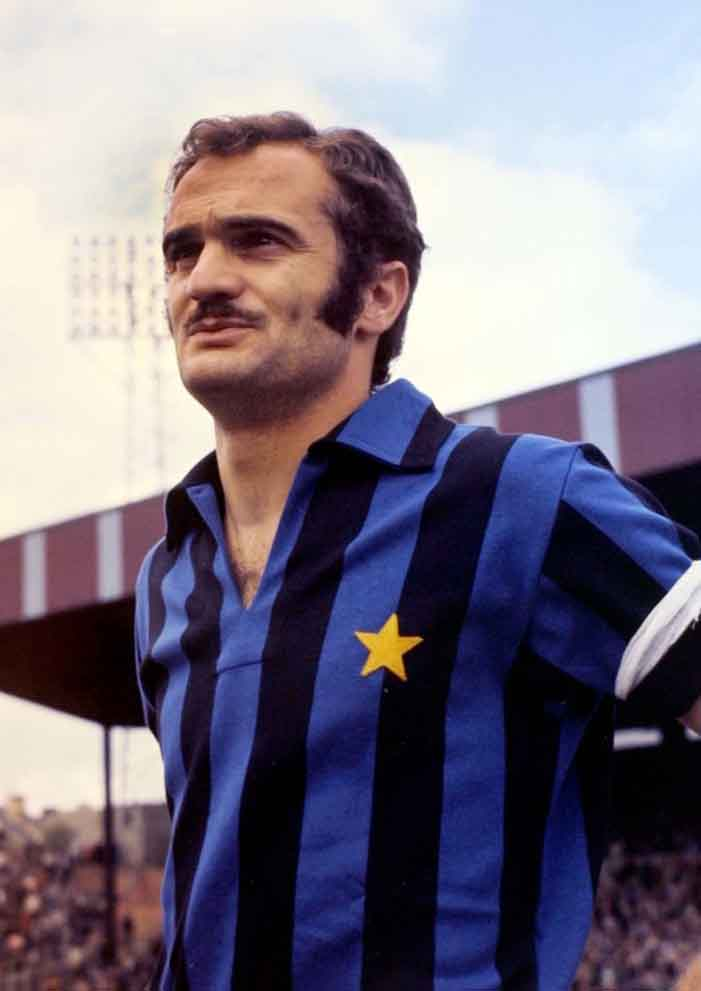
Sandro Mazzola

| Einsätze | Einsätze             | Einsätze  | Einsätze | Einsätze | Einsätze    | Einsätze | Einsätze |
|          | Name                 | Zeitraum  | Liga     | Pokal    | Europapokal | Sonstige | Gesamt   |
| -------- | -------------------- | --------- | -------- | -------- | ----------- | -------- | -------- |
| 01       | Javier Zanetti       | 1995–2014 | 615      | 71       | 162         | 10       | 858      |
| 02       | Giuseppe Bergomi     | 1980–1999 | 519      | 119      | 117         | 2        | 756      |
| 03       | Giacinto Facchetti   | 1961–1978 | 475      | 85       | 73          | 10       | 634      |
| 04       | Sandro Mazzola       | 1961–1977 | 417      | 80       | 67          | 9        | 565      |
| 05       | Giuseppe Baresi      | 1977–1992 | 392      | 94       | 73          | 1        | 559      |
| 06       | Mario Corso          | 1958–1973 | 414      | 40       | 48          | 12       | 502      |
| 07       | Walter Zenga         | 1983–1994 | 328      | 73       | 71          | 1        | 473      |
| 08       | Tarcisio Burgnich    | 1962–1974 | 358      | 47       | 57          | 12       | 467      |
| 09       | Alessandro Altobelli | 1977–1988 | 317      | 80       | 69          | -        | 466      |
| 10       | Iván Córdoba         | 2000–2012 | 323      | 34       | 93          | 5        | 455      |
| 10       | Samir Handanovič     | 2012–2023 | 380      | 22       | 52          | 1        | 455      |

#### Rekordtorschützen

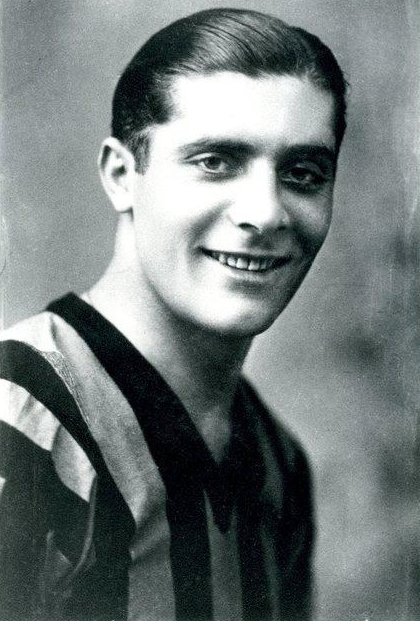
Giuseppe Meazza

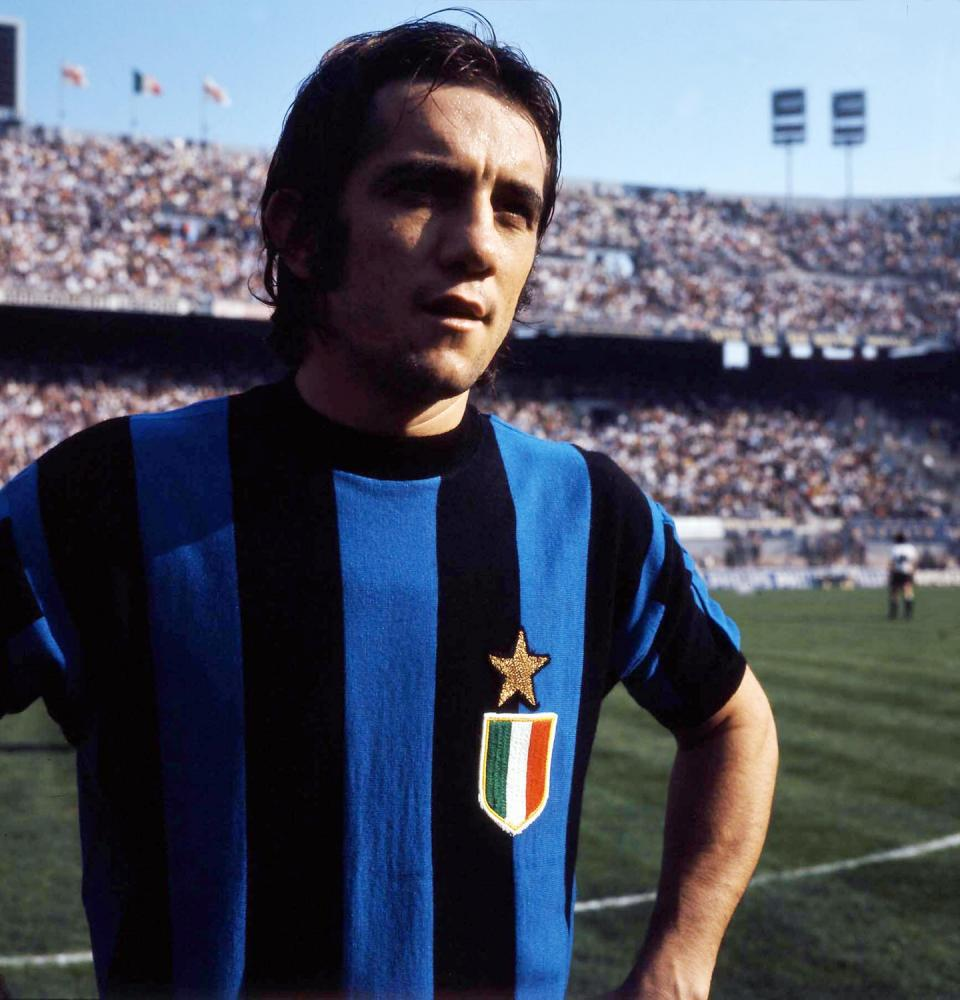
Roberto Boninsegna

| Tore | Tore                 | Tore                | Tore | Tore  | Tore        | Tore     | Tore   |
|      | Name                 | Zeitraum            | Liga | Pokal | Europapokal | Sonstige | Gesamt |
| ---- | -------------------- | ------------------- | ---- | ----- | ----------- | -------- | ------ |
| 01   | Giuseppe Meazza      | 1927–1940 1946–1947 | 243  | 12    | -           | 29       | 284    |
| 02   | Alessandro Altobelli | 1977–1988           | 128  | 46    | 35          | -        | 209    |
| 03   | Roberto Boninsegna   | 1969–1976           | 113  | 36    | 22          | 2        | 171    |
| 04   | Sandro Mazzola       | 1961–1977           | 116  | 24    | 17          | 5        | 160    |
| 05   | Luigi Cevenini       | 1912–1927           | 158  | -     | -           | -        | 158    |
| 06   | Benito Lorenzi       | 1947–1958           | 138  | 2     | 3           | -        | 143    |
| 07   | István Nyers         | 1948–1954           | 133  | -     | -           | -        | 133    |
| 08   | Lautaro Martinez     | 2018–0000           | 103  | 8     | 15          | 3        | 129    |
| 09   | Mauro Icardi         | 2013–2019           | 111  | 3     | 10          | -        | 124    |
| 10   | Christian Vieri      | 1999–2005           | 103  | 8     | 12          | -        | 123    |

### Spielführer
| Spielführer | Spielführer         |
| Amtszeit    | Name                |
| ----------- | ------------------- |
| 1908–1909   | Hernst Marktl       |
| 1909–1915   | Virgilio Fossati    |
| 1919–1922   | Ermanno Aebi        |
| 1922–1931   | Leopoldo Conti      |
| 1931–1940   | Giuseppe Meazza     |
| 1940–1943   | Attilio Demaría     |
| 1945–1950   | Aldo Campatelli     |
| 1950–1954   | Attilio Giovannini  |
| 1954–1956   | Gino Armano         |
| 1956–1957   | Giovanni Giacomazzi |
| 1957–1958   | Giovanni Invernizzi |
| 1958–1961   | Antonio Angelillo   |
| 1961–1962   | Bruno Bolchi        |
| 1962–1967   | Armando Picchi      |

| Spielführer | Spielführer          |
| Amtszeit    | Name                 |
| ----------- | -------------------- |
| 1967–1970   | Mario Corso          |
| 1970–1977   | Sandro Mazzola       |
| 1977–1978   | Giacinto Facchetti   |
| 1978–1985   | Graziano Bini        |
| 1985–1988   | Alessandro Altobelli |
| 1988–1992   | Giuseppe Baresi      |
| 1992–1999   | Giuseppe Bergomi     |
| 1999–2014   | Javier Zanetti       |
| 2014–2015   | Andrea Ranocchia     |
| 2015–2019   | Mauro Icardi         |
| 2019–2023   | Samir Handanovič     |
| 2023–       | Lautaro Martinez     |

### Trainerhistorie

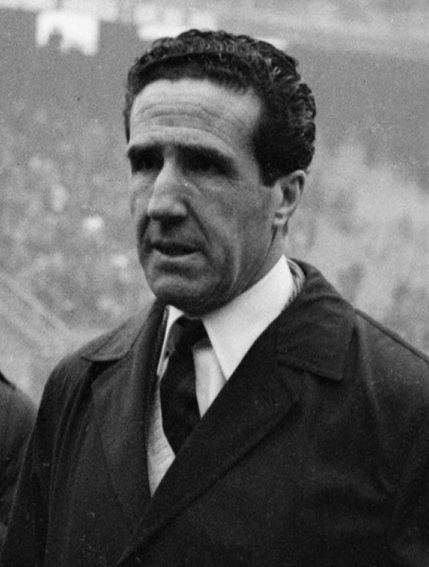
Helenio Herrera

- Erster Trainer: Virgilio Fossati, von 1909 bis 1915.
- Längste Amtszeiten:
  - Eine Amtszeit: Helenio Herrera, 8 Jahre, von 1960 bis 1968.
- Die meisten Spiele als Trainer: Helenio Herrera über 366 Spiele.

| Cheftrainer | Cheftrainer                               |
| Amtszeit    | Name                                      |
| ----------- | ----------------------------------------- |
| 1909–1915   | Virgilio Fossati                          |
| 1919–1920   | Nino Resegotti und Francesco Mauro        |
| 1922–1924   | Bob Spotishwood                           |
| 1924–1926   | Paulo Schiedler                           |
| 1926–1928   | Árpád Weisz                               |
| 1928–1929   | József Viola                              |
| 1929–1931   | Árpád Weisz                               |
| 1931–1932   | István Tóth-Potya                         |
| 1932–1934   | Árpád Weisz                               |
| 1935–1936   | Gyula Feldmann                            |
| 1936        | Albino Carraro                            |
| 1936–1938   | Armando Castellazzi                       |
| 1938–1940   | Anton Cargnelli                           |
| 1940–1941   | Giuseppe Peruchetti und Italo Zamberletti |
| 1941–1942   | Ivo Fiorentini                            |
| 1942–1943   | Giovanni Ferrari                          |
| 1945–1946   | Carlo Carcano                             |
| 1946        | Nino Nutrizio                             |
| 1947–1948   | Giuseppe Meazza                           |
| 1948        | Carlo Carcano                             |
| 1948        | Dai Astley                                |
| 1949–1950   | Giulio Cappelli                           |
| 1950–1952   | Aldo Olivieri                             |
| 1952–1955   | Alfredo Foni                              |
| 1955        | Aldo Campatelli                           |
| 1955–1956   | Giuseppe Meazza                           |
| 1956        | Annibale Frossi                           |
| 1957        | Luigi Ferrero                             |

| Cheftrainer | Cheftrainer         |
| Amtszeit    | Name                |
| ----------- | ------------------- |
| 1957        | Giuseppe Meazza     |
| 1957–1958   | Jesse Carver        |
| 1958        | Giuseppe Bigogno    |
| 1959–1960   | Aldo Campatelli     |
| 1960        | Camillo Achilli     |
| 1960        | Giulio Cappelli     |
| 1960–1968   | Helenio Herrera     |
| 1968–1969   | Alfredo Foni        |
| 1969–1970   | Heriberto Herrera   |
| 1970–1973   | Giovanni Invernizzi |
| 1973        | Enea Masiero        |
| 1973        | Helenio Herrera     |
| 1974        | Enea Masiero        |
| 1974–1975   | Luis Suárez         |
| 1975–1977   | Giuseppe Chiappella |
| 1977–1982   | Eugenio Bersellini  |
| 1982–1983   | Rino Marchesi       |
| 1983–1984   | Luigi Radice        |
| 1984–1986   | Ilario Castagner    |
| 1986        | Mario Corso         |
| 1986–1991   | Giovanni Trapattoni |
| 1991–1992   | Corrado Orrico      |
| 1992        | Luis Suárez         |
| 1992–1994   | Osvaldo Bagnoli     |
| 1994        | Giampiero Marini    |
| 1994–1995   | Ottavio Bianchi     |
| 1995        | Luis Suárez         |
| 1995–1997   | Roy Hodgson         |
| 1997        | Luciano Castellini  |

| Cheftrainer | Cheftrainer          |
| Amtszeit    | Name                 |
| ----------- | -------------------- |
| 1997–1998   | Luigi Simoni         |
| 1998–1999   | Mircea Lucescu       |
| 1999        | Luciano Castellini   |
| 1999        | Roy Hodgson          |
| 1999–2000   | Marcello Lippi       |
| 2000–2001   | Marco Tardelli       |
| 2001–2003   | Héctor Cúper         |
| 2003–2004   | Alberto Zaccheroni   |
| 2004–2008   | Roberto Mancini      |
| 2008–2010   | José Mourinho        |
| 2010        | Rafael Benítez       |
| 2010–2011   | Leonardo             |
| 2011        | Gian Piero Gasperini |
| 2011–2012   | Claudio Ranieri      |
| 2012–2013   | Andrea Stramaccioni  |
| 2013–2014   | Walter Mazzarri      |
| 2014–2016   | Roberto Mancini      |
| 2016        | Frank de Boer        |
| 2016        | Stefano Vecchi       |
| 2016–2017   | Stefano Pioli        |
| 2017        | Stefano Vecchi       |
| 2017–2019   | Luciano Spalletti    |
| 2019–2021   | Antonio Conte        |
| 2021–2025   | Simone Inzaghi       |
| 2025–       | Cristian Chivu       |

### Präsidentenhistorie

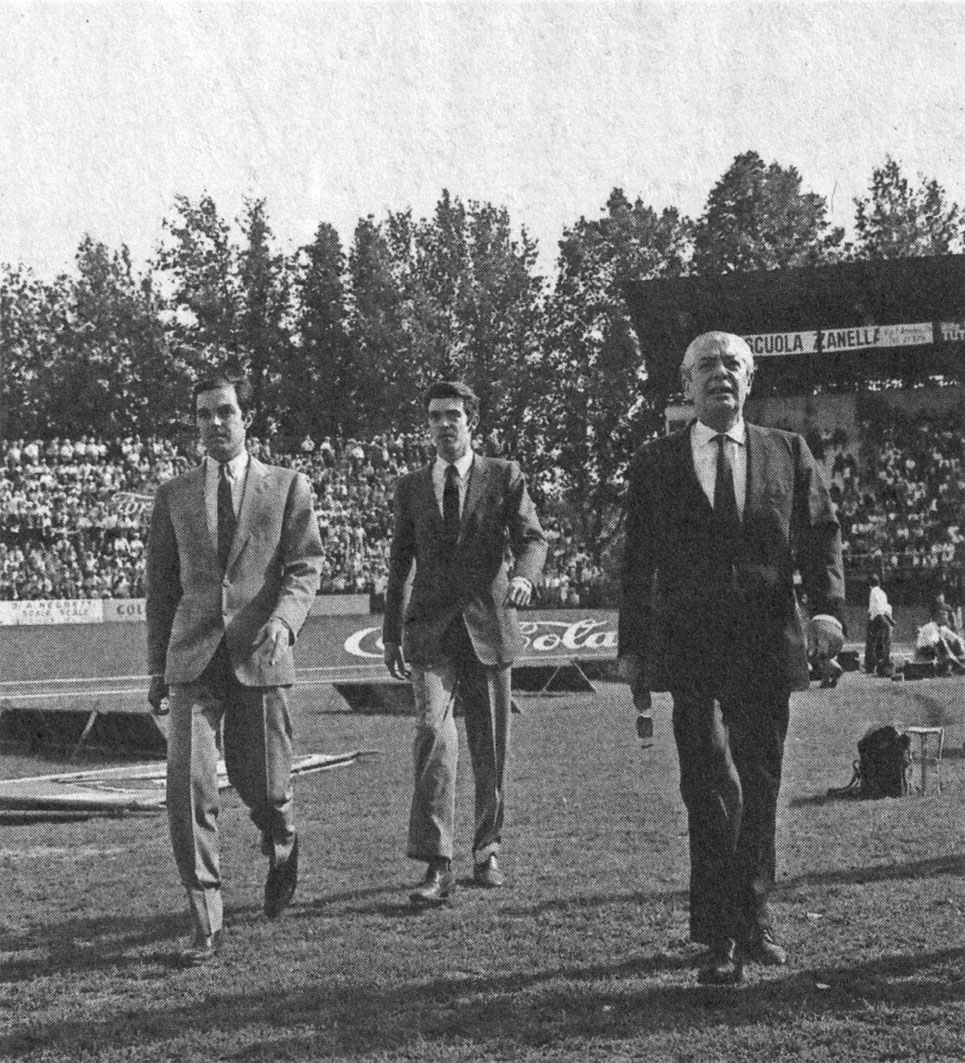
Angelo (rechts) und Massimo Moratti (Mitte) (1967)

| Präsidenten | Präsidenten                  |
| Amtszeit    | Name                         |
| ----------- | ---------------------------- |
| 1908        | Giovanni Paramithiotti       |
| 1909        | Ettore Strauss               |
| 1910–1912   | Carlo De Medici              |
| 1912–1913   | Emilio Hirzel                |
| 1913–1914   | Luigi Ansbacher              |
| 1914–1919   | Giuseppe Visconti di Modrone |
| 1919–1920   | Giorgio Hulss                |
| 1920–1923   | Francesco Mauro              |
| 1923–1926   | Enrico Olivetti              |
| 1926–1928   | Senatore Borletti            |
| 1928–1929   | Ernesto Torrusio             |
| 1929–1931   | Oreste Simonotti             |

| Präsidenten | Präsidenten             |
| Amtszeit    | Name                    |
| ----------- | ----------------------- |
| 1932–1942   | Ferdinando Pozzani      |
| 1942–1955   | Carlo Rinaldo Masseroni |
| 1955–1968   | Angelo Moratti          |
| 1968–1984   | Ivanoe Fraizzoli        |
| 1984–1995   | Ernesto Pellegrini      |
| 1995–2004   | Massimo Moratti         |
| 2004–2006   | Giacinto Facchetti      |
| 2006–2013   | Massimo Moratti         |
| 2013–2019   | Erick Thohir            |
| 2019–2024   | Steven Zhang            |
| 2024–       | Giuseppe Marotta        |

### Auszeichnungen
Die italienische Sportzeitung Gazzetta dello Sport wählte den Fußballklub in den Jahren 2008 und 2010 zu „Italiens Mannschaft des Jahres“.

## Mannschaft der Frauen
Die Fußballmannschaft der Frauen besteht seit 2018 und spielt in der Saison 2019/20 in der Serie A, der höchsten Spielklasse für Frauen.